# Franciaország a 2008. évi nyári olimpiai játékokon
Franciaország a kínai Pekingben megrendezett 2008. évi nyári olimpiai játékok egyik részt vevő nemzete volt. Az országot az olimpián 25 sportágban 309 sportoló képviselte, akik összesen 41 érmet szereztek.

## Érmesek
| Érem  | Versenyző | Sportág       | Versenyszám                    |
| ----- | --- | ------------- | ------------------------------ |
| Arany | Steeve Guénot | Birkózás      | Férfi kötöttfogás, 66 kg       |
| Arany | Anne-Caroline Chausson | Kerékpározás  | Női BMX                        |
| Arany | Julien Absalon | Kerékpározás  | Férfi terep-kerékpározás       |
| Arany | Nemzeti válogatott Luc Abalo Joël Abati Cédric Burdet Didier Dinart Jérôme Fernandez Bertrand Gille Guillaume Gille Olivier Girault Michaël Guigou Nikola Karabatić Daouda Karaboué Christophe Kempe Daniel Narcisse Thierry Omeyer Cédric Paty | Kézilabda     | Férfi                          |
| Arany | Alain Bernard | Úszás         | Férfi 100 m gyors              |
| Arany | Jérôme Jeannet Fabrice Jeannet Jean-Michel Lucenay Ulrich Robeiri | Vívás         | Férfi párbajtőr, csapat        |
| Arany | Vincent Anstett Nicolas Lopez Julien Pillet Boris Sanson | Vívás         | Férfi kard, csapat             |
| Ezüst | Mahiedine Mekhissi-Benabbad | Atlétika      | Férfi 3000 m akadály           |
| Ezüst | Benjamin Darbelet | Cselgáncs     | Férfi harmatsúly               |
| Ezüst | Lucie Décosse | Cselgáncs     | Női váltósúly                  |
| Ezüst | Fabien Lefèvre | Kajak-kenu    | Kajak egyes szlalom            |
| Ezüst | Laëtitia Le Corguillé | Kerékpározás  | Női BMX                        |
| Ezüst | Jean-Christophe Péraud | Kerékpározás  | Férfi terep-kerékpározás       |
| Ezüst | Grégory Baugé Kévin Sireau Arnaud Tournant Mickael Bourgain | Kerékpározás  | Férfi csapatsprint             |
| Ezüst | Khédafi Djelkhir | Ökölvívás     | Pehelysúly                     |
| Ezüst | Daouda Sow | Ökölvívás     | Könnyűsúly                     |
| Ezüst | Vencelas Dabaya | Súlyemelés    | Férfi 69 kg                    |
| Ezüst | Thomas Bouhai | Torna         | Férfi ugrás                    |
| Ezüst | Amaury Leveaux | Úszás         | Férfi 50 m gyors               |
| Ezüst | Alain Bernard Frédérick Bousquet Fabien Gilot Amaury Leveaux Grégory Mallet Boris Steimetz | Úszás         | Férfi 4 × 100 m gyorsváltó     |
| Ezüst | Julien Bontemps | Vitorlázás    | Férfi szörfvitorlázás          |
| Ezüst | Fabrice Jeannet | Vívás         | Férfi párbajtőr, egyéni        |
| Ezüst | Nicolas Lopez | Vívás         | Férfi kard, egyéni             |
| Bronz | Mehdi Baala | Atlétika      | Férfi 1500 m                   |
| Bronz | Christophe Guénot | Birkózás      | Férfi szabadfogás, 74 kg       |
| Bronz | Teddy Riner | Cselgáncs     | Férfi nehézsúly                |
| Bronz | Stéphanie Possamai | Cselgáncs     | Női félnehézsúly               |
| Bronz | Julien Bahain Cédric Berrest Jonathan Coeffic Pierre-Jean Peltier | Evezés        | Férfi négypárevezős            |
| Bronz | Germain Chardin Julien Desprès Dorian Mortelette Benjamin Rondeau | Evezés        | Férfi kormányos nélküli négyes |
| Bronz | Virginie Arnold Sophie Dodemont Bérangère Schuh | Íjászat       | Női csapat                     |
| Bronz | Marie Delattre Anne-Laure Viard | Kajak-kenu    | Női kajak kettes 500 m         |
| Bronz | Mickaël Bourgain | Kerékpározás  | Férfi egyéni sprint            |
| Bronz | Alexis Vastine | Ökölvívás     | Kisváltósúly                   |
| Bronz | Anthony Terras | Sportlövészet | Férfi skeet                    |
| Bronz | Gwladys Épangue | Taekwondo     | Női váltósúly                  |
| Bronz | Benoît Caranobe | Torna         | Férfi egyéni összetett         |
| Bronz | Alain Bernard | Úszás         | Férfi 50 m gyors               |
| Bronz | Hugues Duboscq | Úszás         | Férfi 100 m mell               |
| Bronz | Hugues Duboscq | Úszás         | Férfi 200 m mell               |
| Bronz | Nicolas Charbonnier Olivier Bausset | Vitorlázás    | Férfi 470-es osztály           |
| Bronz | Guillaume Florent | Vitorlázás    | Finn dingi                     |

## Asztalitenisz
Férfi
| Versenyző         | Versenyszám | Selejtező         | 64-es főtábla                                                      | 48-as főtábla                                                    | 32-es főtábla     | Nyolcaddöntő      | Negyeddöntő       | Elődöntő          | Döntő             | Helyezés |
| Versenyző         | Versenyszám | Ellenfél Eredmény | Ellenfél Eredmény                                                  | Ellenfél Eredmény                                                | Ellenfél Eredmény | Ellenfél Eredmény | Ellenfél Eredmény | Ellenfél Eredmény | Ellenfél Eredmény | Helyezés |
| ----------------- | ----------- | ----------------- | ------------------------------------------------------------------ | ---------------------------------------------------------------- | ----------------- | ----------------- | ----------------- | ----------------- | ----------------- | -------- |
| Patrick Chila     | Egyes       |                   | Jakab János (HUN) · 11-7, 12-10, 11-9, 7-11, 1-11, 8-11, 9-11      | kiesett                                                          | kiesett           | kiesett           | kiesett           | kiesett           | kiesett           | 49.      |
| Damien Éloi       | Egyes       |                   | Ahmed Ali Száleh (EGY) · 7-11, 14-16, 11-8, 8-11, 11-7, 11-8, 11-6 | Mizutani Dzsun (JPN) · 9-11, 11-7, 13-15, 11-7, 11-8, 8-11, 1-11 | kiesett           | kiesett           | kiesett           | kiesett           | kiesett           | 33.      |
| Christophe Legoût | Egyes       |                   | Đoàn Kiến Quốc (VIE) · 12-10, 7-11, 6-11, 11-6, 9-11, 12-14        | kiesett                                                          | kiesett           | kiesett           | kiesett           | kiesett           | kiesett           | 49.      |

Női
| Versenyző    | Versenyszám | Selejtező         | 64-es főtábla                                           | 48-as főtábla                                    | 32-es főtábla     | Nyolcaddöntő      | Negyeddöntő       | Elődöntő          | Döntő             | Helyezés |
| Versenyző    | Versenyszám | Ellenfél Eredmény | Ellenfél Eredmény                                       | Ellenfél Eredmény                                | Ellenfél Eredmény | Ellenfél Eredmény | Ellenfél Eredmény | Ellenfél Eredmény | Ellenfél Eredmény | Helyezés |
| ------------ | ----------- | ----------------- | ------------------------------------------------------- | ------------------------------------------------ | ----------------- | ----------------- | ----------------- | ----------------- | ----------------- | -------- |
| Yi Fang Xian | Egyes       |                   | Jie Xu (POL) · 11-6, 11-4, 6-11, 11-9, 8-11, 8-11, 11-7 | Lau Sui Fei (HKG) · 3-11, 11-9, 3-11, 8-11, 4-11 | kiesett           | kiesett           | kiesett           | kiesett           | kiesett           | 33.      |

## Atlétika
Férfi
| Versenyző                                                            | Versenyszám     | Előfutam | Előfutam | Előfutam | Negyeddöntő | Negyeddöntő | Negyeddöntő | Elődöntő | Elődöntő | Elődöntő | Döntő         | Döntő         |
| Versenyző                                                            | Versenyszám     | Idő      | Hely.    | Össz.    | Idő         | Hely.       | Össz.       | Idő      | Hely.    | Össz.    | Idő           | Helyezés      |
| -------------------------------------------------------------------- | --------------- | -------- | -------- | -------- | ----------- | ----------- | ----------- | -------- | -------- | -------- | ------------- | ------------- |
| Martial Mbandjock                                                    | 100 m           | 10,26    | 2.       | 15.**    | 10,16       | 3.          | 16.         | 10,18    | 8.       | 14.*     | kiesett       | kiesett       |
| Ronald Pognon                                                        | 100 m           | 10,26    | 3.       | 15.**    | 10,21       | 5.          | 18.*        | kiesett  | kiesett  | kiesett  | kiesett       | kiesett       |
| Leslie Djhone                                                        | 400 m           | 45,12    | 1.       | 8.       |             |             |             | 44,79    | 1.       | 6.       | 45,11         | 5.            |
| Mehdi Baala                                                          | 1500 m          | 3:35,87  | 1.       | 3.       |             |             |             | 3:37,47  | 1.*      | 4.**     | 3:34,21       |               |
| Ladji Doucouré                                                       | 110 m gát       | 13,52    | 2.       | 11.      | 13,39       | 2.          | 6.          | 13,22    | 3.       | 3.       | 13,24         | 4.            |
| Samuel Coco-Viloin                                                   | 110 m gát       | 13,60    | 4.       | 21.*     | 13,51       | 4.          | 16.         | 13,65    | 8.       | 15.      | kiesett       | kiesett       |
| Mahiedine Benabbad                                                   | 3000 m akadály  | 8:16,95  | 2.       | 2.       |             |             |             |          |          |          | 8:10,49       |               |
| Vincent Zouaoui-Dandrieaux                                           | 3000 m akadály  | 8:27,91  | 7.       | 22.      |             |             |             |          |          |          | kiesett       | kiesett       |
| Bouabdellah Tahri                                                    | 3000 m akadály  | 8:23,42  | 1.       | 15.      |             |             |             |          |          |          | 8:14,79       | 5.            |
| Simon Munyutu                                                        | Maraton         |          |          |          |             |             |             |          |          |          | 2:25:50       | 57.           |
| Yohan Diniz                                                          | 50 km gyaloglás |          |          |          |             |             |             |          |          |          | nem ért célba | nem ért célba |
| Eddy Riva                                                            | 50 km gyaloglás |          |          |          |             |             |             |          |          |          | 4:00:49       | 28.           |
| Yannick Lesourd Martial Mbandjock Manuel Reynaert Samuel Coco-Viloin | 4 × 100 m váltó | 39,53    | 6.       | 10.      |             |             |             |          |          |          | kiesett       | kiesett       |
| Richard Maunier Ydrissa M'Barké Brice Panel Teddy Atine-Venel        | 4 × 400 m váltó | 3:03,19  | 8.       | 11.      |             |             |             |          |          |          | kiesett       | kiesett       |

| Versenyző      | Versenyszám | Selejtező | Selejtező | Döntő    | Döntő    |
| Versenyző      | Versenyszám | Eredmény  | Helyezés  | Eredmény | Helyezés |
| -------------- | ----------- | --------- | --------- | -------- | -------- |
| Mickaël Hanany | Magasugrás  | 225 cm    | 14.**     | kiesett  | kiesett  |
| Jérôme Clavier | Rúdugrás    | 565 cm    | 3.***     | 560 cm   | 7.       |
| Romain Mesnil  | Rúdugrás    | 555 cm    | 14.*      | kiesett  | kiesett  |
| Salim Sdiri    | Távolugrás  | 781 cm    | 21.       | kiesett  | kiesett  |
| Colomba Fofana | Hármasugrás | 16,42 m   | 29.       | kiesett  | kiesett  |
| Yves Niaré     | Súlylökés   | 19,73 m   | 23.       | kiesett  | kiesett  |

| Versenyző     | Versenyszám | 100 m | 100 m | Távolugrás | Távolugrás | Súlylökés | Súlylökés | Magasugrás | Magasugrás | 400 m | 400 m | 110 m gát | 110 m gát | Diszkoszvetés | Diszkoszvetés | Rúdugrás | Rúdugrás | Gerelyhajítás | Gerelyhajítás | 1500 m  | 1500 m | Végeredmény | Végeredmény |
| Versenyző     | Versenyszám | Idő   | Pont  | Eredmény   | Pont       | Eredmény  | Pont      | Eredmény   | Pont       | Idő   | Pont  | Idő       | Pont      | Eredmény      | Pont          | Eredmény | Pont     | Eredmény      | Pont          | Idő     | Pont   | Pont        | Helyezés    |
| ------------- | ----------- | ----- | ----- | ---------- | ---------- | --------- | --------- | ---------- | ---------- | ----- | ----- | --------- | --------- | ------------- | ------------- | -------- | -------- | ------------- | ------------- | ------- | ------ | ----------- | ----------- |
| Romain Barras | Tízpróba    | 11,26 | 804   | 708 cm     | 833        | 15,42 m   | 816       | 196 cm     | 767        | 49,51 | 837   | 14,21     | 948       | 45,17 m       | 770           | 500 cm   | 910      | 65,40 m       | 819           | 4:29,29 | 749    | 8253        | 5.          |

Női
| Versenyző                                                                 | Versenyszám     | Előfutam      | Előfutam      | Előfutam      | Negyeddöntő | Negyeddöntő | Negyeddöntő | Elődöntő      | Elődöntő      | Elődöntő      | Döntő   | Döntő    |
| Versenyző                                                                 | Versenyszám     | Idő           | Hely.         | Össz.         | Idő         | Hely.       | Össz.       | Idő           | Hely.         | Össz.         | Idő     | Helyezés |
| ------------------------------------------------------------------------- | --------------- | ------------- | ------------- | ------------- | ----------- | ----------- | ----------- | ------------- | ------------- | ------------- | ------- | -------- |
| Christine Arron                                                           | 100 m           | 11,37         | 1.            | 15.           | 11,36       | 4.          | 16.*        | kiesett       | kiesett       | kiesett       | kiesett | kiesett  |
| Muriel Hurtis                                                             | 200 m           | 22,72         | 2.            | 2.            | 22,89       | 2.          | 11.         | 22,71         | 5.            | 10.           | kiesett | kiesett  |
| Élodie Guégan                                                             | 800 m           | 2:03,85       | 3.            | 32.           |             |             |             | nem ért célba | nem ért célba | nem ért célba | kiesett | kiesett  |
| Reïna-Flor Okori                                                          | 100 m gát       | 12,98         | 3.            | 15.*          |             |             |             | 13,05         | 6.            | 13.           | kiesett | kiesett  |
| Sophie Duarte                                                             | 3000 m akadály  | 9:38,08       | 7.            | 25.           |             |             |             |               |               |               | kiesett | kiesett  |
| Christelle Daunay                                                         | Maraton         |               |               |               |             |             |             |               |               |               | 2:31:48 | 20.      |
| Muriel Hurtis-Houairi Carima Louami Lina Jacques-Sébastien Myriam Soumaré | 4 × 100 m váltó | nem ért célba | nem ért célba | nem ért célba |             |             |             |               |               |               | kiesett | kiesett  |
| Phara Anacharsis Solene Désert Virginie Michanol Thélia Sigère            | 4 × 400 m váltó | 3:26,61       | 5.            | 9.            |             |             |             |               |               |               | kiesett | kiesett  |

| Versenyző            | Versenyszám   | Selejtező             | Selejtező             | Döntő    | Döntő    |
| Versenyző            | Versenyszám   | Eredmény              | Helyezés              | Eredmény | Helyezés |
| -------------------- | ------------- | --------------------- | --------------------- | -------- | -------- |
| Melanie Skotnik      | Magasugrás    | 189 cm                | 16.*                  | kiesett  | kiesett  |
| Vanessa Boslak       | Rúdugrás      | 450 cm                | 2.***                 | 455 cm   | 9.       |
| Marion Buisson       | Rúdugrás      | 415 cm                | 23.*                  | kiesett  | kiesett  |
| Teresa Nzola Meso    | Hármasugrás   | 14,11 m               | 14.                   | kiesett  | kiesett  |
| Mélina Robert-Michon | Diszkoszvetés | 62,21 m               | 5.                    | 60,66 m  | 8.       |
| Stéphanie Falzon     | Kalapácsvetés | 68,93 m               | 14.                   | kiesett  | kiesett  |
| Manuela Montebrun    | Kalapácsvetés | 72,81 m               | 4.                    | 72,54 m  | 5.       |
| Amélie Perrin        | Kalapácsvetés | érvényes dobás nélkül | érvényes dobás nélkül | kiesett  | kiesett  |

| Versenyző              | Versenyszám | 100 m gát | 100 m gát | Magasugrás | Magasugrás | Súlylökés | Súlylökés | 200 m | 200 m | Távolugrás | Távolugrás | Gerelyhajítás | Gerelyhajítás | 800 m   | 800 m | Végeredmény | Végeredmény |
| Versenyző              | Versenyszám | Idő       | Pont      | Eredmény   | Pont       | Eredmény  | Pont      | Idő   | Pont  | Eredmény   | Pont       | Eredmény      | Pont          | Idő     | Pont  | Pont        | Helyezés    |
| ---------------------- | ----------- | --------- | --------- | ---------- | ---------- | --------- | --------- | ----- | ----- | ---------- | ---------- | ------------- | ------------- | ------- | ----- | ----------- | ----------- |
| Marie Collonvillé      | Hétpróba    | 13,57     | 1040      | 186 cm     | 1054       | 12,42 m   | 689       | 25,06 | 881   | 621 cm     | 915        | 46,14 m       | 785           | 2:11,81 | 938   | 6302        | 12.         |
| Antoinette Nana Djimou | Hétpróba    | 13,85     | 1000      | 171 cm     | 867        | 13,12 m   | 735       | 24,90 | 896   | 616 cm     | 899        | 49,32 m       | 847           | 2:20,96 | 811   | 6055        | 18.         |

* - egy másik versenyzővel azonos időt/eredményt ért el

** - két másik versenyzővel azonos időt/eredményt ért el

*** - három másik versenyzővel azonos eredményt ért el

## Birkózás

### Férfi
Kötöttfogású
| Versenyző           | Versenyszám | Selejtező                     | Nyolcaddöntő                         | Negyeddöntő                              | Elődöntő                           | Vigaszág első kör | Vigaszág elődöntő                     | Bronz- mérkőzés                      | Döntő                            | Helyezés |
| Versenyző           | Versenyszám | Ellenfél Eredmény             | Ellenfél Eredmény                    | Ellenfél Eredmény                        | Ellenfél Eredmény                  | Ellenfél Eredmény | Ellenfél Eredmény                     | Ellenfél Eredmény                    | Ellenfél Eredmény                | Helyezés |
| ------------------- | ----------- | ----------------------------- | ------------------------------------ | ---------------------------------------- | ---------------------------------- | ----------------- | ------------------------------------- | ------------------------------------ | -------------------------------- | -------- |
| Sébastien Hidalgo   | 60 kg       |                               | Roberto Monzón (CUB) · 1-2, 3-3, 0-6 | kiesett                                  | kiesett                            |                   |                                       |                                      |                                  | 13.      |
| Steeve Guénot       | 66 kg       | Alaín Milián (CUB) · 3-0, 2-1 | Lőrincz Tamás (HUN) · 0-2, 1-1, 1-1  | Mihail Szjamjonav (BLR) · 2-1, 1-1       | Darhan Bajahmetov (KAZ) · 1-1, 3-0 |                   |                                       |                                      | Kanat Begalijev (KGZ) · 3-0, 3-1 |          |
| Christophe Guénot   | 74 kg       |                               | Manucsar Kvirkelia (GEO) · 0-5, 0-5  |                                          |                                    |                   | Konstantin Schneider (GER) · 2-1, 2-1 | Bácsi Péter (HUN) · 3-1, 0-4, 4-2    |                                  |          |
| Mélonin Noumonvi    | 84 kg       |                               | Andrea Minguzzi (ITA) · 1-1, 1-1     |                                          |                                    |                   | Alekszej Misin (RUS) · 0-3, 1-1, 1-1  | Ara Abrahamian (SWE) · 0-4, 1-1      |                                  | 5.       |
| Yannick Szczepaniak | 120 kg      |                               | Ivan Ivanov (BUL) · 1-1, 1-1, 1-1    | Deák Bárdos Mihály (HUN) · 1-1, 0-2, 1-1 | Haszan Barojev (RUS) · 1-2, 1-1    |                   |                                       | Mindaugas Mizgaitis (LTU) · 1-2, 1-2 |                                  | 5.       |

Szabadfogású
| Versenyző          | Versenyszám | Selejtező         | Nyolcaddöntő                    | Negyeddöntő       | Elődöntő          | Vigaszág első kör | Vigaszág elődöntő | Bronz- mérkőzés   | Döntő             | Helyezés |
| Versenyző          | Versenyszám | Ellenfél Eredmény | Ellenfél Eredmény               | Ellenfél Eredmény | Ellenfél Eredmény | Ellenfél Eredmény | Ellenfél Eredmény | Ellenfél Eredmény | Ellenfél Eredmény | Helyezés |
| ------------------ | ----------- | ----------------- | ------------------------------- | ----------------- | ----------------- | ----------------- | ----------------- | ----------------- | ----------------- | -------- |
| Vincent Aka-Akesse |             | 96 kg             | Xetaq Qazyumov (AZE) · 0-4, 0-4 | kiesett           | kiesett           |                   |                   |                   |                   | 18.      |

### Női
Szabadfogású
| Versenyző            | Versenyszám | Selejtező                       | Nyolcaddöntő                      | Negyeddöntő                           | Elődöntő                               | Vigaszág első kör | Vigaszág elődöntő | Bronz- mérkőzés                  | Döntő             | Helyezés |
| Versenyző            | Versenyszám | Ellenfél Eredmény               | Ellenfél Eredmény                 | Ellenfél Eredmény                     | Ellenfél Eredmény                      | Ellenfél Eredmény | Ellenfél Eredmény | Ellenfél Eredmény                | Ellenfél Eredmény | Helyezés |
| -------------------- | ----------- | ------------------------------- | --------------------------------- | ------------------------------------- | -------------------------------------- | ----------------- | ----------------- | -------------------------------- | ----------------- | -------- |
| Vanessa Boubryemm    | 48 kg       | Mayelis Caripa (VEN) · 1-0, 1-0 | Zamira Rahmanova (RUS) · 3-1, 3-2 | Clarissa Chun (USA) · 1-6, 1-2        | kiesett                                |                   |                   |                                  |                   | 7.       |
| Lise Golliot-Legrand | 63 kg       |                                 | Teresa Méndez (ESP) · 1-0, 2-0    | Monika Michalik (POL) · 1-0, 0-3, 3-1 | Aljona Kartasova (RUS) · 2-1, 1-2, 0-6 |                   |                   | Jelena Saligina (KAZ) · 0-5, 2-3 |                   | 5.       |
| Audrey Prieto        | 72 kg       |                                 | Anita Schätzle (GER) · 4-2, TUS   | kiesett                               | kiesett                                |                   |                   |                                  |                   | 14.      |

## Cselgáncs
Férfi
| Versenyző                | Versenyszám  | Selejtező         | 32-es főtábla                      | Nyolcaddöntő                            | Negyeddöntő                         | Elődöntő                          | Vigaszág első kör | Vigaszág negyeddöntő             | Vigaszág elődöntő                 | Bronz- mérkőzés                     | Döntő                              | Helyezés |
| Versenyző                | Versenyszám  | Ellenfél Eredmény | Ellenfél Eredmény                  | Ellenfél Eredmény                       | Ellenfél Eredmény                   | Ellenfél Eredmény                 | Ellenfél Eredmény | Ellenfél Eredmény                | Ellenfél Eredmény                 | Ellenfél Eredmény                   | Ellenfél Eredmény                  | Helyezés |
| ------------------------ | ------------ | ----------------- | ---------------------------------- | --------------------------------------- | ----------------------------------- | --------------------------------- | ----------------- | -------------------------------- | --------------------------------- | ----------------------------------- | ---------------------------------- | -------- |
| Dimitri Dragin           | Légsúly      |                   | Nesztor Hergiani (GEO) · 0101-0010 | Gal Jekutiel (ISR) · 1000-0000          | Ruszlan Kismahov (RUS) · 0002-0000  | Ludwig Paischer (AUT) · 0000-1001 |                   |                                  |                                   | Rishod Sobirov (UZB) · 0000-0001    |                                    | 5.       |
| Benjamin Darbelet        | Harmatsúly   |                   | Rasíd Rgúg (MAR) · 1002-0000       | Sasha Mehmedovic (CAN) · 0001-0000      | Alim Gadanov (RUS) · 1010-0010      | Pak Csholmin (PRK) · 0201-0001    |                   |                                  |                                   |                                     | Ucsisiba Maszato (JPN) · 0000-1000 |          |
| Anthony Rodriguez        | Váltósúly    |                   | Oscar Cárdenas (CUB) · 0001-0110   | kiesett                                 | kiesett                             | kiesett                           |                   |                                  |                                   |                                     |                                    | 21.      |
| Yves-Matthieu Dafreville | Középsúly    |                   | Asley González (CUB) · 1000-0000   | Roberto Meloni (ITA) · 0010-0000        | Eduardo Santos (BRA) · 1011-0001    | Ammár Benihlef (ALG) · 0000-1000  |                   |                                  |                                   | Hesám Miszbáh (EGY) · 0000-1000     |                                    | 5.       |
| Frédéric Demontfaucon    | Félnehézsúly |                   | Arik Zeevi (ISR) · 0001-0010       | kiesett                                 | kiesett                             | kiesett                           |                   |                                  |                                   |                                     |                                    | 21.      |
| Teddy Riner              | Nehézsúly    |                   | Anísz Sedli (TUN) · 0010-0000      | Jeldosz Ihszangalijev (KAZ) · 1000-0000 | Abdullo Tangriyev (UZB) · 0000-0001 |                                   |                   | Andreas Tölzer (GER) · 0020-0010 | João Schlittler (BRA) · 1000-0000 | Lasa Gudzsezsiani (GEO) · 1011-0000 |                                    |          |

Női
| Versenyző            | Versenyszám  | Selejtező                          | Nyolcaddöntő                        | Negyeddöntő                          | Elődöntő                   | Vigaszág első kör | Vigaszág negyeddöntő                       | Vigaszág elődöntő                         | Bronz- mérkőzés                     | Döntő                            | Helyezés |
| Versenyző            | Versenyszám  | Ellenfél Eredmény                  | Ellenfél Eredmény                   | Ellenfél Eredmény                    | Ellenfél Eredmény          | Ellenfél Eredmény | Ellenfél Eredmény                          | Ellenfél Eredmény                         | Ellenfél Eredmény                   | Ellenfél Eredmény                | Helyezés |
| -------------------- | ------------ | ---------------------------------- | ----------------------------------- | ------------------------------------ | -------------------------- | ----------------- | ------------------------------------------ | ----------------------------------------- | ----------------------------------- | -------------------------------- | -------- |
| Frédérique Jossinet  | Légsúly      | Kelbet Nurgazina (KAZ) · 0000-1000 | kiesett                             | kiesett                              | kiesett                    |                   |                                            |                                           |                                     |                                  | 19.      |
| Audrey La Rizza      | Harmatsúly   | Ilse Heylen (BEL) · 0000-0001      | kiesett                             | kiesett                              | kiesett                    |                   |                                            |                                           |                                     |                                  | 19.      |
| Barbara Harel        | Könnyűsúly   |                                    | Kje Szunhi (PRK) · 0101-0010        | Giulia Quintavalle (ITA) · 0001-0010 |                            |                   | Ivonne Bönisch (GER) · 0001-0000           | Baczkó Bernadett (HUN) · 0110-0010        | Hszü Jen (CHN) · 01011000           |                                  | 5.       |
| Lucie Décosse        | Váltósúly    | Urška Žolnir (SLO) · 1010-0000     | Alice Schlesinger (ISR) · 0011-0000 | Anna von Harnier (GER) · 1001-0001   | Von Ogim (PRK) · 0211-0000 |                   |                                            |                                           |                                     | Tanimoto Ajumi (JPN) · 0000-1000 |          |
| Gevrise Emane        | Középsúly    |                                    | Leire Iglesias (ESP) · 0000-0001    | kiesett                              | kiesett                    |                   |                                            |                                           |                                     |                                  | 16.      |
| Stéphanie Possamai   | Félnehézsúly | Lorena Briceño (ARG) · 0001-0000   | Huda Míled (TUN) · 1010-0012        | Yalennis Castillo (CUB) · 0000-0030  |                            |                   | Szagat Abikejeva (KAZ) · 1010-0001         | Heide Wollert (GER) · 0200-0000           | Esther San Miguel (ESP) · 0100-0010 |                                  |          |
| Anne-Sophie Monidère | Nehézsúly    | Mariya Shekerova (UZB) · 0200-0000 | Cukada Maki (JPN) · 0001-1000       |                                      |                            |                   | Vanessa Martina Zambotti (MEX) · 1010-0000 | Dordzsgotovín Cerenhand (MGL) · 0000-1000 | kiesett                             |                                  | 7.       |

## Evezés
Férfi
| Versenyző                                                               | Versenyszám                          | Előfutam | Előfutam | Vigaszág | Vigaszág | Elődöntő | Elődöntő | Elődöntő | Döntő | Döntő   | Döntő | Helyezés |
| Versenyző                                                               | Versenyszám                          | Idő      | Hely.    | Idő      | Hely.    | Típus    | Idő      | Hely.    | Típus | Idő     | Hely. | Helyezés |
| ----------------------------------------------------------------------- | ------------------------------------ | -------- | -------- | -------- | -------- | -------- | -------- | -------- | ----- | ------- | ----- | -------- |
| Adrien Hardy Jean-Baptiste Macquet                                      | Kétpárevezős                         | 6:21,92  | 2.       |          |          | A/B      | 6:18,86  | 1.       | A     | 6:33,36 | 5.    | 5.       |
| Julien Bahain Cédric Berrest Jonathan Coeffic Pierre-Jean Peltier       | Négypárevezős                        | 5:41,75  | 2.       |          |          | A/B      | 5:53,04  | 3.       | A     | 5:44,34 | 3.    |          |
| Laurent Cadot Erwan Peron                                               | Kormányos nélküli kettes             | 6:46,57  | 1.       |          |          | A/B      | 6:44,29  | 5.       | B     | 6:54,40 | 3.    | 9.       |
| Germain Chardin Julien Despres Dorian Mortelette Benjamin Rondeau       | Kormányos nélküli négyes             | 6:05,00  | 4.       | 6:00,01  | 2.       | A/B      | 5:56,73  | 3.       | A     | 6:09,31 | 3.    |          |
| Frédéric Dufour Maxime Goisset                                          | Könnyűsúlyú kétpárevezős             | 6:20,17  | 2.       |          |          | A/B      | 6:41,18  | 5.       | B     | 6:32,65 | 5.    | 11.      |
| Jean-Christophe Bette Guillaume Raineau Franck Solforosi Fabien Tilliet | Könnyűsúlyú kormányos nélküli négyes | 5:51,68  | 2.       |          |          | A/B      | 6:07,26  | 2.       | A     | 5:51,22 | 4.    | 4.       |

Női
| Versenyző                             | Versenyszám              | Előfutam | Előfutam | Vigaszág/ Egypárevezősnél középdöntő | Vigaszág/ Egypárevezősnél középdöntő | Elődöntő | Elődöntő | Elődöntő | Döntő | Döntő   | Döntő | Helyezés |
| Versenyző                             | Versenyszám              | Idő      | Hely.    | Idő                                  | Hely.                                | Típus    | Idő      | Hely.    | Típus | Idő     | Hely. | Helyezés |
| ------------------------------------- | ------------------------ | -------- | -------- | ------------------------------------ | ------------------------------------ | -------- | -------- | -------- | ----- | ------- | ----- | -------- |
| Sophie Balmary                        | Egypárevezős             | 7:47,37  | 3.       | 7:37,01                              | 2.                                   | A/B      | 7:56,73  | 6.       | B     | 7:58,88 | 6.    | 12.      |
| Stéphanie Dechand Inène Pascal-Pretre | Kormányos nélküli kettes | 7:42,92  | 5.       | 7:41,87                              | 4.                                   |          |          |          | B     | 7:36,25 | 2.    | 8.       |

## Íjászat
Férfi
| Versenyző              | Versenyszám | Selejtező | Selejtező | 64-es főtábla                       | 32-es főtábla     | Nyolcaddöntő      | Negyeddöntő       | Elődöntő          | Döntő             | Helyezés |
| Versenyző              | Versenyszám | Pont      | Kiemelt   | Ellenfél Eredmény                   | Ellenfél Eredmény | Ellenfél Eredmény | Ellenfél Eredmény | Ellenfél Eredmény | Ellenfél Eredmény | Helyezés |
| ---------------------- | ----------- | --------- | --------- | ----------------------------------- | ----------------- | ----------------- | ----------------- | ----------------- | ----------------- | -------- |
| Romain Girouille       | Egyéni      | 641       | 51.       | Sky Kim (AUS) (14.) · 110-112       | kiesett           | kiesett           | kiesett           | kiesett           | kiesett           | 35.      |
| Jean-Charles Valladont | Egyéni      | 656       | 35.       | Michael Naray (AUS) (30.) · 106-108 | kiesett           | kiesett           | kiesett           | kiesett           | kiesett           | 43.*     |

Női
| Versenyző                                       | Versenyszám | Selejtező | Selejtező | 64-es főtábla                             | 32-es főtábla                            | Nyolcaddöntő                        | Negyeddöntő                                                                                        | Elődöntő                                                                   | Döntő | Helyezés |
| Versenyző                                       | Versenyszám | Pont      | Kiemelt   | Ellenfél Eredmény                         | Ellenfél Eredmény                        | Ellenfél Eredmény                   | Ellenfél Eredmény                                                                                  | Ellenfél Eredmény                                                          | Ellenfél Eredmény                                                                                           | Helyezés |
| ----------------------------------------------- | ----------- | --------- | --------- | ----------------------------------------- | ---------------------------------------- | ----------------------------------- | -------------------------------------------------------------------------------------------------- | -------------------------------------------------------------------------- | --- | -------- |
| Virginie Arnold                                 | Egyéni      | 626       | 39.       | Khatuna Lorig (USA) (26.) · 105-107       | kiesett                                  | kiesett                             | kiesett                                                                                            | kiesett                                                                    | kiesett | 40.*     |
| Sophie Dodemont                                 | Egyéni      | 632       | 32.       | Anja Hitzler (GER) (33.) · 106-107        | kiesett                                  | kiesett                             | kiesett                                                                                            | kiesett                                                                    | kiesett | 37.*     |
| Bérengère Schuh                                 | Egyéni      | 645       | 14.       | Pia Carmen Lionetti (ITA) (51.) · 112-107 | Kitabatake Szajoko (JPN) (46.) · 112-100 | Csu Hjondzsong (KOR) (3.) · 104-109 | kiesett                                                                                            | kiesett                                                                    | kiesett | 10.      |
| Virginie Arnold Sophie Dodemont Bérengère Schuh | Csapat      | 1903      | 5.        |                                           |                                          |                                     | Lengyelország (POL) · Iwona Marcinkiewicz · Justyna Mospinek · Małgorzata Ćwienczek (4.) · 218-211 | Dél-Korea (KOR) · Csu Hjondzsong · Pak Szonghjon · Jun Okhi (1.) · 184-213 | Bronzmérkőzés · Nagy-Britannia (GBR) · Charlotte Burgess · Naomi Folkard · Alison Williamson (2.) · 203-201 |          |

* - egy másik versenyzővel azonos eredményt ért el

## Kajak-kenu

### Síkvízi
Férfi
| Versenyző                         | Versenyszám         | Előfutam | Előfutam | Előfutam | Elődöntő | Elődöntő | Elődöntő | Döntő    | Döntő    |
| Versenyző                         | Versenyszám         | Idő      | Hely.    | Össz.    | Idő      | Hely.    | Össz.    | Idő      | Helyezés |
| --------------------------------- | ------------------- | -------- | -------- | -------- | -------- | -------- | -------- | -------- | -------- |
| Arnaud Hybois                     | Kajak egyes 500 m   | 1:37,902 | 4.       | 12.      | 1:43,559 | 5.       | 12.      | kiesett  | kiesett  |
| Sébastien Jouve Vincent Lecrubier | Kajak kettes 500 m  | 1:29,805 | 2. D     | 4.       |          |          |          | 1:31,312 | 7.       |
| Cyrille Carré Philippe Colin      | Kajak kettes 1000 m | 3:18,968 | 3. D     | 5.       |          |          |          | 3:16,532 | 6.       |
| Mathieu Goubel                    | Kenu egyes 500 m    | 1:49,527 | 3.       | 8.       | 1:52,239 | 2.       | 5.       | 1:49,056 | 4.       |
| Mathieu Goubel                    | Kenu egyes 1000 m   | 3:56,972 | 2.       | 3.       | 3:57,607 | 1.       | 1.       | 3:57,889 | 7.       |
| Bertrand Hemonic William Tchamba  | Kenu kettes 500 m   | 1:43,453 | 6.       | 11.      | 1:43,874 | 6.       | 6.       | kiesett  | kiesett  |
| Bertrand Hemonic William Tchamba  | Kenu kettes 1000 m  | 3:46,431 | 5.       | 10.      | 3:48,406 | 6.       | 6.       | kiesett  | kiesett  |

Női
| Versenyző                       | Versenyszám        | Előfutam | Előfutam | Előfutam | Elődöntő | Elődöntő | Elődöntő | Döntő    | Döntő    |
| Versenyző                       | Versenyszám        | Idő      | Hely.    | Össz.    | Idő      | Hely.    | Össz.    | Idő      | Helyezés |
| ------------------------------- | ------------------ | -------- | -------- | -------- | -------- | -------- | -------- | -------- | -------- |
| Marie Delattre Anne-Laure Viard | Kajak kettes 500 m | 1:43,832 | 2. D     | 3.       |          |          |          | 1:42,128 |          |

### Szlalom
Férfi
| Versenyző                  | Versenyszám | Selejtező | Selejtező | Selejtező | Selejtező | Selejtező  | Selejtező  | Elődöntő | Elődöntő | Döntő   | Döntő   | Összesítés | Összesítés |
| Versenyző                  | Versenyszám | 1. futam  | 1. futam  | 2. futam  | 2. futam  | Összesítés | Összesítés | Elődöntő | Elődöntő | Döntő   | Döntő   | Összesítés | Összesítés |
| Versenyző                  | Versenyszám | Pont      | Hely.     | Pont      | Hely.     | Pont       | Hely.      | Pont     | Hely.    | Pont    | Hely.   | Pont       | Helyezés   |
| -------------------------- | ----------- | --------- | --------- | --------- | --------- | ---------- | ---------- | -------- | -------- | ------- | ------- | ---------- | ---------- |
| Fabien Lefèvre             | Kajak egyes | 85,66     | 9.        | 82,40     | 2.        | 168,06     | 2.         | 87,21    | 3.       | 86,09   | 2.      | 173,30     |            |
| Tony Estanguet             | Kenu egyes  | 89,99     | 8.        | 86,09     | 6.        | 176,08     | 6.         | 93,92    | 9.       | kiesett | kiesett | kiesett    | kiesett    |
| Martin Braud Cédric Forgit | Kenu kettes | 96,17     | 4.        | 92,39     | 1.        | 188,56     | 2.         | 102,76   | 5.       | 95,43   | 1.      | 198,19     | 4.         |

Női
| Versenyző  | Versenyszám | Selejtező | Selejtező | Selejtező | Selejtező | Selejtező  | Selejtező  | Elődöntő | Elődöntő | Döntő  | Döntő | Összesítés | Összesítés |
| Versenyző  | Versenyszám | 1. futam  | 1. futam  | 2. futam  | 2. futam  | Összesítés | Összesítés | Elődöntő | Elődöntő | Döntő  | Döntő | Összesítés | Összesítés |
| Versenyző  | Versenyszám | Pont      | Hely.     | Pont      | Hely.     | Pont       | Hely.      | Pont     | Hely.    | Pont   | Hely. | Pont       | Helyezés   |
| ---------- | ----------- | --------- | --------- | --------- | --------- | ---------- | ---------- | -------- | -------- | ------ | ----- | ---------- | ---------- |
| Emilie Fer | Kajak egyes | 96,90     | 5.        | 92,78     | 3.        | 189,68     | 5.         | 98,50    | 2.       | 153,46 | 7.    | 251,96     | 7.         |

## Kerékpározás

### BMX
| Versenyző              | Versenyszám | Selejtező | Selejtező | Negyeddöntő | Negyeddöntő | Elődöntő | Elődöntő | Döntő         | Döntő         |
| Versenyző              | Versenyszám | Idő       | Helyezés  | Pont        | Helyezés    | Pont     | Helyezés | Pont          | Helyezés      |
| ---------------------- | ----------- | --------- | --------- | ----------- | ----------- | -------- | -------- | ------------- | ------------- |
| Thomas Allier          | Férfi       | 36,649    | 19.       | 16          | 6.          | kiesett  | kiesett  | kiesett       | kiesett       |
| Damien Godet           | Férfi       | 36,008    | 3.        | 13          | 4.          | 14       | 4.       | nem ért célba | nem ért célba |
| Anne-Caroline Chausson | Női         | 36,660    | 1.        |             |             | 4        | 1.       | 35,976        |               |
| Laëtitia Le Corguillé  | Női         | 37,145    | 3.        |             |             | 4        | 1.       | 38,042        |               |

### Hegyi-kerékpározás
| Versenyző              | Versenyszám        | Idő              | Helyezés |
| ---------------------- | ------------------ | ---------------- | -------- |
| Julien Absalon         | Férfi terepverseny | 1:55:59          |          |
| Jean-Christophe Péraud | Férfi terepverseny | 1:57:06 (+1:07)  |          |
| Cédric Ravanel         | Férfi terepverseny | 2:01:38 (+5:39)  | 14.      |
| Laurence Leboucher     | Női terepverseny   | 2:00:55 (+15:44) | 17.      |

### Országúti kerékpározás
Férfi
| Versenyző        | Versenyszám   | Idő             | Helyezés      |
| ---------------- | ------------- | --------------- | ------------- |
| Cyril Dessel     | Mezőnyverseny | nem ért célba   | nem ért célba |
| Pierrick Fédrigo | Mezőnyverseny | nem ért célba   | nem ért célba |
| Rémi Pauriol     | Mezőnyverseny | 6:26:17 (+2:28) | 33.           |
| Jérôme Pineau    | Mezőnyverseny | 6:24:11 (+0:22) | 13.           |
| Pierre Rolland   | Mezőnyverseny | nem ért célba   | nem ért célba |

Női
| Versenyző                | Versenyszám   | Idő                 | Helyezés |
| ------------------------ | ------------- | ------------------- | -------- |
| Jeannie Longo-Ciprelli   | Mezőnyverseny | 3:32:57 (+0:33)     | 24.      |
| Jeannie Longo-Ciprelli   | Időfutam      | 35:52,62 (+1:00,90) | 4.       |
| Maryline Salvetat        | Időfutam      | 38:09,72 (+3:18,00) | 20.      |
| Maryline Salvetat        | Mezőnyverseny | 3:32:45 (+0:21)     | 14.      |
| Christel Ferrier Bruneau | Mezőnyverseny | 3:32:45 (+0:21)     | 13.      |

### Pálya-kerékpározás
Sprintversenyek
| Versenyző                                                    | Versenyszám         | Selejtező | Selejtező | 1. forduló                          | Vigaszág               | Vigaszág | 2. forduló                     | Vigaszág                                             | Vigaszág | 9–12. helyért          | 9–12. helyért | Negyeddöntő                        | 5–8. helyért                                                                       | 5–8. helyért | Elődöntő                                                                        | Döntő                                                                 | Helyezés |
| Versenyző                                                    | Versenyszám         | Idő       | Hely.     | Ellenfél Győztes idő                | Ellenfelek Győztes idő | Hely.    | Ellenfél Győztes idő           | Ellenfelek Győztes idő                               | Hely.    | Ellenfelek Győztes idő | Hely.         | Ellenfél Győztes idő               | Ellenfelek Győztes idő                                                             | Hely.        | Ellenfél Győztes idő                                                            | Ellenfél Győztes idő                                                  | Helyezés |
| ------------------------------------------------------------ | ------------------- | --------- | --------- | ----------------------------------- | ---------------------- | -------- | ------------------------------ | ---------------------------------------------------- | -------- | ---------------------- | ------------- | ---------------------------------- | ---------------------------------------------------------------------------------- | ------------ | ------------------------------------------------------------------------------- | --------------------------------------------------------------------- | -------- |
| Mickael Bourgain                                             | Férfi egyéni sprint | 10,123    | 5.        | Kitacuru Cubasza (JPN) · 10,562     |                        |          | Roberto Chiappa (ITA) · 10,734 |                                                      |          |                        |               | Theo Bos (NED) · 10,524, 10,595    |                                                                                    |              | Chris Hoy (GBR) · 10,260, 10,358                                                | Bronzmérkőzés · Maximilian Levy (GER) · 11,047, 10,666, 10,560        |          |
| Kévin Sireau                                                 | Férfi egyéni sprint | 10,098    | 4.        | Michael Blatchford (USA) · 10,742   |                        |          | Theo Bos (NED) · 10,777        | Vatanabe Kazunari (JPN) · Ryan Bayley (AUS) · 10,570 | 1.       |                        |               | Jason Kenny (GBR) · 10,546, 10,595 | Teun Mulder (NED) · Theo Bos (NED) · Mohd Azizulhasni Awang (MAS) · 10,719         | 1.           |                                                                                 |                                                                       | 5.       |
| Clara Sanchez                                                | Női egyéni sprint   | 11,365    | 6.        | Natallja Cilinszkaja (BLR) · 11,607 |                        |          |                                |                                                      |          |                        |               | Anna Meares (AUS) · 11,716, 12,108 | Natallja Cilinszkaja (BLR) · Jennie Reed (USA) · Simona Krupeckaitė (LTU) · 12,264 | 1.           |                                                                                 |                                                                       | 5.       |
| Grégory Baugé Kévin Sireau Arnaud Tournant Mickael Bourgain* | Férfi csapatsprint  | 43,541    | 2.        |                                     |                        |          |                                |                                                      |          |                        |               |                                    |                                                                                    |              | Malajzia (MAS) · Mohd Azizulhasni Awang · Josiah Ng · Mohd Rizal Tisin · 43,656 | Nagy-Britannia (GBR) · Chris Hoy · Jason Kenny · Jamie Staff · 43,651 |          |

* - Arnaud Tournant cseréje az 1. fordulóban 
Üldözőversenyek
| Versenyző                                                           | Versenyszám                | Selejtező | Selejtező | Elődöntő                                                                                       | Elődöntő  | Elődöntő | Döntő        | Döntő     | Döntő    |
| Versenyző                                                           | Versenyszám                | Idő       | Hely.     | Ellenfél Idő                                                                                   | Saját idő | Hely.    | Ellenfél Idő | Saját idő | Helyezés |
| ------------------------------------------------------------------- | -------------------------- | --------- | --------- | ---------------------------------------------------------------------------------------------- | --------- | -------- | ------------ | --------- | -------- |
| Fabien Sanchez                                                      | Férfi egyéni üldözőverseny | 4:33,100  | 15.       | kiesett                                                                                        | kiesett   | kiesett  | kiesett      | kiesett   | kiesett  |
| Damien Gaudin Matthieu Ladagnous Christophe Riblon Nicolas Rousseau | Férfi csapat üldözőverseny | 4:03,679  | 5.        | Dánia (DEN) · Michael Mørkøv · Casper Jørgensen · Jens-Erik Madsen · Alex Rasmussen · 3:56,831 | kizárták  | kizárták | kiesett      | kiesett   | kiesett  |

Keirin
| Versenyző       | Versenyszám  | 1. forduló | Vigaszág | 2. forduló | Döntő    | Helyezés |
| Versenyző       | Versenyszám  | Helyezés   | Helyezés | Helyezés   | Helyezés | Helyezés |
| --------------- | ------------ | ---------- | -------- | ---------- | -------- | -------- |
| Grégory Baugé   | Férfi keirin | 4.         | 1.       | 5.         | 1.       | 7.       |
| Arnaud Tournant | Férfi keirin | 4.         | 1.       | 3.         | 6.       | 6.       |

Pontversenyek
| Versenyző                          | Versenyszám       | Pont | Helyezés |
| ---------------------------------- | ----------------- | ---- | -------- |
| Christophe Riblon                  | Férfi pontverseny | -17  | 21.      |
| Pascale Jeuland                    | Női pontverseny   | 8    | 7.       |
| Matthieu Ladagnous Jérôme Neuville | Férfi madison     | 12   | 7.       |

## Kézilabda

### Férfi

#### Eredmények
Csoportkör
A csoport
| Csapat              | M | Gy | D | V | G+  | G–  | Gk  | P |
| ------------------- | - | -- | - | - | --- | --- | --- | - |
| Franciaország (FRA) | 5 | 4  | 1 | 0 | 148 | 115 | +33 | 9 |
| Lengyelország (POL) | 5 | 3  | 1 | 1 | 147 | 128 | +19 | 7 |
| Horvátország (CRO)  | 5 | 3  | 0 | 2 | 140 | 115 | +25 | 6 |
| Spanyolország (ESP) | 5 | 3  | 0 | 2 | 152 | 145 | +7  | 6 |
| Brazília (BRA)      | 5 | 1  | 0 | 4 | 129 | 153 | –24 | 2 |
| Kína (CHN)          | 5 | 0  | 0 | 5 | 104 | 164 | –60 | 0 |

| 2008. augusztus 10. 14:00 | Franciaország (FRA) | 34–26       | Brazília (BRA) | Olimpiai Sport Centrum, Peking Játékvezetők: Din, Dinu (ROU) |
| 2008. augusztus 10. 14:00 | Girault 7           | (19–11)     | Ertel 5        | Olimpiai Sport Centrum, Peking Játékvezetők: Din, Dinu (ROU) |
| 2008. augusztus 10. 14:00 | 2× 3×               | Jegyzőkönyv | 4× 3×          | Olimpiai Sport Centrum, Peking Játékvezetők: Din, Dinu (ROU) |

| 2008. augusztus 12. 14:00 | Kína (CHN)     | 19–33       | Franciaország (FRA) | Olimpiai Sport Centrum, Peking Játékvezetők: Canbro, Claesson (SWE) |
| 2008. augusztus 12. 14:00 | Hao Ko-hszin 5 | (7–19)      | három játékos 5     | Olimpiai Sport Centrum, Peking Játékvezetők: Canbro, Claesson (SWE) |
| 2008. augusztus 12. 14:00 | 4× 3×          | Jegyzőkönyv | 2× 3×               | Olimpiai Sport Centrum, Peking Játékvezetők: Canbro, Claesson (SWE) |

| 2008. augusztus 14. 20:45 | Franciaország (FRA) | 23–19       | Horvátország (CRO) | Olimpiai Sport Centrum, Peking Játékvezetők: Chernega, Paladenko (RUS) |
| 2008. augusztus 14. 20:45 | Gille 7             | (11–9)      | Džomba 5           | Olimpiai Sport Centrum, Peking Játékvezetők: Chernega, Paladenko (RUS) |
| 2008. augusztus 14. 20:45 | 2× 3×               | Jegyzőkönyv | 4× 3×              | Olimpiai Sport Centrum, Peking Játékvezetők: Chernega, Paladenko (RUS) |

| 2008. augusztus 16. 14:00 | Franciaország (FRA) | 28–21       | Spanyolország (ESP) | Olimpiai Sport Centrum, Peking Játékvezetők: Lemme, Ullrich (GER) |
| 2008. augusztus 16. 14:00 | Gille 6             | (16–10)     | García 7            | Olimpiai Sport Centrum, Peking Játékvezetők: Lemme, Ullrich (GER) |
| 2008. augusztus 16. 14:00 | 3× 3×               | Jegyzőkönyv | 3× 3×               | Olimpiai Sport Centrum, Peking Játékvezetők: Lemme, Ullrich (GER) |

| 2008. augusztus 18. 20:45 | Lengyelország (POL) | 30–30       | Franciaország (FRA) | Olimpiai Sport Centrum, Peking Játékvezetők: Ljudovik, Vakula (UKR) |
| 2008. augusztus 18. 20:45 | Jurecki 7           | (16–13)     | Karabatić 8         | Olimpiai Sport Centrum, Peking Játékvezetők: Ljudovik, Vakula (UKR) |
| 2008. augusztus 18. 20:45 | 2× 2×               | Jegyzőkönyv | 3× 3×               | Olimpiai Sport Centrum, Peking Játékvezetők: Ljudovik, Vakula (UKR) |

Negyeddöntő
| 2008. augusztus 20. 12:00 | Franciaország (FRA) | 27–24       | Oroszország (RUS) | Olimpiai Sport Centrum, Peking Játékvezetők: Lemme, Ullrich (GER) |
| 2008. augusztus 20. 12:00 | Narcisse 9          | (13–10)     | Koksarov 5        | Olimpiai Sport Centrum, Peking Játékvezetők: Lemme, Ullrich (GER) |
| 2008. augusztus 20. 12:00 | 2× 4×               | Jegyzőkönyv | 2× 3×             | Olimpiai Sport Centrum, Peking Játékvezetők: Lemme, Ullrich (GER) |

Elődöntő
| 2008. augusztus 22. 18:00 | Franciaország (FRA) | 25–23       | Horvátország (CRO) | Olimpiai Sport Centrum, Peking Játékvezetők: Csernyega, Polagyenko (RUS) |
| 2008. augusztus 22. 18:00 | Burdet, Narcisse 6  | (12–11)     | Horvat, Šprem 5    | Olimpiai Sport Centrum, Peking Játékvezetők: Csernyega, Polagyenko (RUS) |
| 2008. augusztus 22. 18:00 | 4× 4×               | Jegyzőkönyv | 3× 3×              | Olimpiai Sport Centrum, Peking Játékvezetők: Csernyega, Polagyenko (RUS) |

Döntő
| 2008. augusztus 24. 15:45 | Franciaország (FRA) | 28–23       | Izland (ISL) | Olimpiai Sport Centrum, Peking Játékvezetők: Lemme, Ullrich (GER) |
| 2008. augusztus 24. 15:45 | Karabatić 8         | (15–10)     | Stefánsson 5 | Olimpiai Sport Centrum, Peking Játékvezetők: Lemme, Ullrich (GER) |
| 2008. augusztus 24. 15:45 | 3× 3×               | Jegyzőkönyv | 4× 3×        | Olimpiai Sport Centrum, Peking Játékvezetők: Lemme, Ullrich (GER) |

| Csapat              | Helyezés |
| ------------------- | -------- |
| Franciaország (FRA) |          |

### Női

#### Eredmények
Csoportkör
A csoport
| Csapat              | M | Gy | D | V | G+  | G–  | Gk  | P  |
| ------------------- | - | -- | - | - | --- | --- | --- | -- |
| Norvégia (NOR)      | 5 | 5  | 0 | 0 | 154 | 106 | +48 | 10 |
| Románia (ROU)       | 5 | 4  | 0 | 1 | 150 | 112 | +89 | 8  |
| Kína (CHN)          | 5 | 2  | 0 | 3 | 122 | 135 | –13 | 4  |
| Franciaország (FRA) | 5 | 2  | 0 | 3 | 121 | 128 | –7  | 4  |
| Kazahsztán (KAZ)    | 5 | 1  | 1 | 3 | 109 | 137 | –28 | 3  |
| Angola (ANG)        | 5 | 0  | 1 | 4 | 109 | 147 | –38 | 1  |

| 2008. augusztus 9. 09:00 | Franciaország (FRA) | 32–21       | Angola (ANG)      | Olimpiai Sport Centrum, Peking Játékvezetők: Csernyega, Polagyenko (RUS) |
| 2008. augusztus 9. 09:00 | Herbrecht 8         | (13–14)     | Bengue, Almeida 5 | Olimpiai Sport Centrum, Peking Játékvezetők: Csernyega, Polagyenko (RUS) |
| 2008. augusztus 9. 09:00 | 4× 3×               | Jegyzőkönyv | 3× 3×             | Olimpiai Sport Centrum, Peking Játékvezetők: Csernyega, Polagyenko (RUS) |

| 2008. augusztus 11. 09:00 | Kazahsztán (KAZ) | 18–21       | Franciaország (FRA) | Olimpiai Sport Centrum, Peking Játékvezetők: Breto, Huelin (ESP) |
| 2008. augusztus 11. 09:00 | Adzsiderszkaja 7 | (8–10)      | Lacrabère 6         | Olimpiai Sport Centrum, Peking Játékvezetők: Breto, Huelin (ESP) |
| 2008. augusztus 11. 09:00 | 4× 3× 1×         | Jegyzőkönyv | 3× 3×               | Olimpiai Sport Centrum, Peking Játékvezetők: Breto, Huelin (ESP) |

| 2008. augusztus 13. 10:45 | Románia (ROU) | 34–26       | Franciaország (FRA) | Olimpiai Sport Centrum, Peking Játékvezetők: Lemme, Ullrich (GER) |
| 2008. augusztus 13. 10:45 | Maier 11      | (17–13)     | Tervel 6            | Olimpiai Sport Centrum, Peking Játékvezetők: Lemme, Ullrich (GER) |
| 2008. augusztus 13. 10:45 | 3× 3×         | Jegyzőkönyv | 4× 3×               | Olimpiai Sport Centrum, Peking Játékvezetők: Lemme, Ullrich (GER) |

| 2008. augusztus 15. 19:00 | Franciaország (FRA) | 24–34       | Norvégia (NOR)       | Olimpiai Sport Centrum, Peking Játékvezetők: Krstic, Ljubic (SLO) |
| 2008. augusztus 15. 19:00 | Baudouin 6          | (12–15)     | Nyberg, Riegelhuth 6 | Olimpiai Sport Centrum, Peking Játékvezetők: Krstic, Ljubic (SLO) |
| 2008. augusztus 15. 19:00 | 4× 3×               | Jegyzőkönyv | 3× 3×                | Olimpiai Sport Centrum, Peking Játékvezetők: Krstic, Ljubic (SLO) |

| 2008. augusztus 17. 15:45 | Franciaország (FRA) | 18–21       | Kína (CHN)     | Olimpiai Sport Centrum, Peking Játékvezetők: Ljudovik, Vakula (UKR) |
| 2008. augusztus 17. 15:45 | Ayglon 5            | (10–9)      | Vu Ven-csüan 5 | Olimpiai Sport Centrum, Peking Játékvezetők: Ljudovik, Vakula (UKR) |
| 2008. augusztus 17. 15:45 | 2× 3×               | Jegyzőkönyv | 6× 3×          | Olimpiai Sport Centrum, Peking Játékvezetők: Ljudovik, Vakula (UKR) |

Negyeddöntő
| 2008. augusztus 19. 20:15 | Oroszország (RUS) | 32–31 (h. u.)         | Franciaország (FRA) | Olimpiai Sport Centrum, Peking Játékvezetők: Liu S., Liu F. (CHN) |
| 2008. augusztus 19. 20:15 | Bliznova 6        | (12–16, 24–24, 28–28) | Signaté 7           | Olimpiai Sport Centrum, Peking Játékvezetők: Liu S., Liu F. (CHN) |
| 2008. augusztus 19. 20:15 | 2× 4×             | Jegyzőkönyv           | 4× 4×               | Olimpiai Sport Centrum, Peking Játékvezetők: Liu S., Liu F. (CHN) |

Az 5–8. helyért
| 2008. augusztus 21. 14:15 | Románia (ROU) | 34–36 (h. u.)         | Franciaország (FRA) | Olimpiai Sport Centrum, Peking Játékvezetők: Licis, Stolarovs (LAT) |
| 2008. augusztus 21. 14:15 | Maier 9       | (13–12, 27–27, 31–31) | Baudouin 7          | Olimpiai Sport Centrum, Peking Játékvezetők: Licis, Stolarovs (LAT) |
| 2008. augusztus 21. 14:15 | 8× 4×         | Jegyzőkönyv           | 8× 4×               | Olimpiai Sport Centrum, Peking Játékvezetők: Licis, Stolarovs (LAT) |

Az 5. helyért
| 2008. augusztus 23. 10:15 | Kína (CHN) | 23–31       | Franciaország (FRA)           | Olimpiai Sport Centrum, Peking Játékvezetők: Krstic, Ljubic (SLO) |
| 2008. augusztus 23. 10:15 | Liu Jün 7  | (10–15)     | Herbrecht, Pecqueux-Rolland 7 | Olimpiai Sport Centrum, Peking Játékvezetők: Krstic, Ljubic (SLO) |
| 2008. augusztus 23. 10:15 | 1× 3×      | Jegyzőkönyv | 1× 3×                         | Olimpiai Sport Centrum, Peking Játékvezetők: Krstic, Ljubic (SLO) |

| Csapat              | Helyezés |
| ------------------- | -------- |
| Franciaország (FRA) | 5.       |

## Lovaglás
Díjlovaglás
| Versenyző                                       | Ló                                        | Versenyszám | 1. kör | 1. kör | 2. kör  | 2. kör  | 3. kör  | 3. kör  | Végeredmény | Végeredmény |
| Versenyző                                       | Ló                                        | Versenyszám | Pont   | Hely.  | Pont    | Hely.   | Pont    | Hely.   | Pont        | Helyezés    |
| ----------------------------------------------- | ----------------------------------------- | ----------- | ------ | ------ | ------- | ------- | ------- | ------- | ----------- | ----------- |
| Marc Boblet                                     | Whitini Star                              | Egyéni      | 66,125 | 20.    | 65,640  | 20.     | kiesett | kiesett | kiesett     | kiesett     |
| Julia Chevanne-Gimel                            | Calimucho                                 | Egyéni      | 63,250 | 31.    | kiesett | kiesett | kiesett | kiesett | kiesett     | kiesett     |
| Hubert Perring                                  | Diabolo St Maurice                        | Egyéni      | 66,833 | 19.    | 62,680  | 24.     | kiesett | kiesett | kiesett     | kiesett     |
| Marc Boblet Julia Chevanne-Gimel Hubert Perring | Whitini Star Calimucho Diabolo St Maurice | Csapat      |        |        |         |         |         |         | 65,403      | 6.          |

Lovastusa
| Versenyző                                     | Ló                                                 | Versenyszám | Díjlovaglás | Díjlovaglás | Tereplovaglás | Tereplovaglás | Tereplovaglás | Díjugratás    | Díjugratás    | Díjugratás | Díjugratás | Végeredmény | Végeredmény |
| Versenyző                                     | Ló                                                 | Versenyszám | Díjlovaglás | Díjlovaglás | Tereplovaglás | Tereplovaglás | Tereplovaglás | 1. kör        | 1. kör        | 2. kör     | 2. kör     | Végeredmény | Végeredmény |
| Versenyző                                     | Ló                                                 | Versenyszám | Bünt.       | Hely.       | Bünt.         | Hely.         | Össz.         | Bünt.         | Hely.         | Bünt.      | Hely.      | Bünt.       | Helyezés    |
| --------------------------------------------- | -------------------------------------------------- | ----------- | ----------- | ----------- | ------------- | ------------- | ------------- | ------------- | ------------- | ---------- | ---------- | ----------- | ----------- |
| Jean Renaud Adde                              | Haston D' Elpegere                                 | Egyéni      | 56,90       | 53.         | nem ért célba | nem ért célba | nem ért célba | kiesett       | kiesett       | kiesett    | kiesett    | kiesett     | kiesett     |
| Didier Dhennin                                | Ismene Du Temple                                   | Egyéni      | 42,8        | 17.         | 14,0          | 8.            | 7.            | 3             | 18.           | 0          | 1.         | 59,8        | 6.          |
| Eric Vigeanel                                 | Coronado Prior                                     | Egyéni      | 53,0        | 44.         | 26,0          | 29.           | 30.           | 0             | 1.            | 4          | 11.        | 83,0        | 20.         |
| Jean Renaud Adde Didier Dhennin Eric Vigeanel | Haston D' Elpegere Ismene Du Temple Coronado Prior | Csapat      | 152,7       | 8.          | 1040,0        | 11.           | 11.           | nem ért célba | nem ért célba |            |            | 1138,8      | 11.         |

## Műugrás
Női
| Versenyző     | Versenyszám        | Selejtező | Selejtező | Elődöntő | Elődöntő | Döntő   | Döntő    |
| Versenyző     | Versenyszám        | Pont      | Helyezés  | Pont     | Helyezés | Pont    | Helyezés |
| ------------- | ------------------ | --------- | --------- | -------- | -------- | ------- | -------- |
| Claire Febvay | Egyéni toronyugrás | 255,30    | 25.       | kiesett  | kiesett  | kiesett | kiesett  |
| Audrey Labeau | Egyéni toronyugrás | 289,95    | 21.       | kiesett  | kiesett  | kiesett | kiesett  |

## Ökölvívás
| Versenyző            | Versenyszám  | Selejtező                          | Nyolcaddöntő                     | Negyeddöntő                           | Elődöntő                      | Döntő                            | Helyezés |
| Versenyző            | Versenyszám  | Ellenfél Eredmény                  | Ellenfél Eredmény                | Ellenfél Eredmény                     | Ellenfél Eredmény             | Ellenfél Eredmény                | Helyezés |
| -------------------- | ------------ | ---------------------------------- | -------------------------------- | ------------------------------------- | ----------------------------- | -------------------------------- | -------- |
| Nordine Oubaali      | Papírsúly    | Rafikjon Sultonov (UZB) · 8-7      | Cou Si-ming (CHN) · 3-+3         | kiesett                               | kiesett                       | kiesett                          | 9.       |
| Jérôme Thomas        | Légsúly      | Juan Carlos Payano (DOM) · 6-10    | kiesett                          | kiesett                               | kiesett                       | kiesett                          | 17.      |
| Ali Hallab           | Harmatsúly   | Akhil Kumár (IND) · 5-12           | kiesett                          | kiesett                               | kiesett                       | kiesett                          | 17.      |
| Khédafi Djelkhir     | Pehelysúly   | Paul Fleming (AUS) · 13-9          | Raynell Williams (USA) · 9-7     | Arturo Santos (MEX) · 14-9            | Şahin İmranov (AZE) · feladta | Vaszil Lomacsenko (UKR) · RSC    |          |
| Daouda Sow           | Könnyűsúly   | Kim Szongguk (PRK) · 13-3          | José Pedraza (PUR) · 13-9        | Hu Csing (CHN) · 9-6                  | Yordenis Ugas (CUB) · 15-8    | Alekszej Tyiscsenko (RUS) · 9-11 |          |
| Alexis Vastine       | Kisváltósúly | Egidijus Kavaliauskas (LTU) · 13-2 | Bradley Saunders (GBR) · 11-7    | Urancsimegín Mönh-Erdene (MGL) · 12-4 | Félix Díaz (DOM) · 10-12      | kiesett                          |          |
| Jaoid Chiguer        | Váltósúly    | Aliasker Başirow (TKM) · 17-6      | Dilshod Maxmudov (UZB) · 3-8     | kiesett                               | kiesett                       | kiesett                          | 9.       |
| Jean Mickaël Raymond | Középsúly    | Elshod Rasulov (UZB) · 2-8         | kiesett                          | kiesett                               | kiesett                       | kiesett                          | 17.      |
| John M’Bumba         | Nehézsúly    |                                    | Delvis Julio Blanco (COL) · 11-5 | Rahim Csahkijev (RUS) · 9-18          | kiesett                       | kiesett                          | 5.       |

RSC - a játékvezető megállította a mérkőzést

## Öttusa
| Versenyző       | Versenyszám | Lövészet | Lövészet | Lövészet | Vívás    | Vívás | Vívás | Úszás   | Úszás | Úszás | Lovaglás  | Lovaglás | Lovaglás | Lovaglás | Futás    | Futás | Futás | Összesen    | Összesen |
| Versenyző       | Versenyszám | Pontszám | Pont     | Hely.    | Eredmény | Pont  | Hely. | Idő     | Pont  | Hely. | Idő       | Hibapont | Pont     | Hely.    | Idő      | Pont  | Hely. | Összes pont | Helyezés |
| --------------- | ----------- | -------- | -------- | -------- | -------- | ----- | ----- | ------- | ----- | ----- | --------- | -------- | -------- | -------- | -------- | ----- | ----- | ----------- | -------- |
| Jean Berrou     | Férfi       | 176      | 1048     | 26.      | 10-25    | 640   | 36.   | 2:04,52 | 1308  | 14.   | 1:10,64   | 140      | 1060     | 13.      | 9:21,00  | 1116  | 15.   | 5172        | 23.      |
| John Zakrzewski | Férfi       | 168      | 952      | 33.      | 19-16    | 856   | 10.   | 2:04,23 | 1312  | 12.   | 2:29,00** | 1040     | 160      | 33.      | 10:04,15 | 984   | 33.   | 4264        | 34.      |
| Amélie Caze     | Női         | 177      | 1060     | 22.      | 22-13    | 928   | 5.*   | 2:11,29 | 1348  | 2.    | 1:12,83   | 84       | 1116     | 16.      | 10:59,82 | 1084  | 22.   | 5536        | 9.       |

* - három másik versenyzővel azonos eredményt ért el

** - nem ért célba

## Sportlövészet
Férfi
| Versenyző           | Versenyszám           | Selejtező | Selejtező | Döntő   | Döntő    |
| Versenyző           | Versenyszám           | Pont      | Helyezés  | Pont    | Helyezés |
| ------------------- | --------------------- | --------- | --------- | ------- | -------- |
| Josselin Henry      | Légpuska              | 587       | 40.       | kiesett | kiesett  |
| Josselin Henry      | Sportpuska, összetett | 1151      | 41.       | kiesett | kiesett  |
| Josselin Henry      | Sportpuska, fekvő     | 592       | 23.       | kiesett | kiesett  |
| Valérian Sauveplane | Sportpuska, fekvő     | 594       | 8.        | 698,8   | 6.       |
| Valérian Sauveplane | Sportpuska, összetett | 1172      | 5.*       | 1267,1  | 7.       |
| Franck Dumoulin     | Légpisztoly           | 576       | 24.       | kiesett | kiesett  |
| Franck Dumoulin     | Szabadpisztoly        | 548       | 33.       | kiesett | kiesett  |
| Walter Lapeyre      | Szabadpisztoly        | 552       | 24.       | kiesett | kiesett  |
| Walter Lapeyre      | Légpisztoly           | 581       | 7.        | 680,3   | 6.       |
| Stéphane Clamens    | Trap                  | 112       | 25.       | kiesett | kiesett  |
| Yves Tronc          | Trap                  | 115       | 17.       | kiesett | kiesett  |
| Anthony Terras      | Skeet                 | 120       | 3.        | 144     |          |

Női
| Versenyző          | Versenyszám           | Selejtező | Selejtező | Döntő   | Döntő    |
| Versenyző          | Versenyszám           | Pont      | Helyezés  | Pont    | Helyezés |
| ------------------ | --------------------- | --------- | --------- | ------- | -------- |
| Laurence Brize     | Légpuska              | 394       | 19.       | kiesett | kiesett  |
| Laurence Brize     | Sportpuska, összetett | 579       | 13.       | kiesett | kiesett  |
| Marie-Laure Gigon  | Sportpuska, összetett | 568       | 38.       | kiesett | kiesett  |
| Marie-Laure Gigon  | Légpuska              | 396       | 8.        | 497,3   | 7.       |
| Brigitte Roy       | Légpisztoly           | 379       | 23.       | kiesett | kiesett  |
| Brigitte Roy       | Sportpisztoly         | 580       | 15.       | kiesett | kiesett  |
| Stéphanie Tirode   | Sportpisztoly         | 577       | 22.       | kiesett | kiesett  |
| Stéphanie Tirode   | Légpisztoly           | 377       | 33.       | kiesett | kiesett  |
| Delphine Racinet   | Trap                  | 62        | 13.       | kiesett | kiesett  |
| Véronique Girardet | Skeet                 | 63        | 16.       | kiesett | kiesett  |

* - egy másik versenyzővel azonos eredményt ért el

## Súlyemelés
Férfi
| Versenyző          | Versenyszám | Szakítás | Szakítás | Lökés    | Lökés    | Összesen | Helyezés |
| Versenyző          | Versenyszám | Eredmény | Helyezés | Eredmény | Helyezés | Összesen | Helyezés |
| ------------------ | ----------- | -------- | -------- | -------- | -------- | -------- | -------- |
| Vencelas Dabaya    | 69 kg       | 151,0    | 5.       | 187,0    | 2.       | 338,0    |          |
| Giovanni Bardis    | 77 kg       | 156,0    | 10.      | 173,0    | 14.      | 329,0    | 14.      |
| Benjamin Hennequin | 85 kg       | 162,0    | 10.      | 205,0    | 6.       | 367,0    | 6.       |

Női
| Versenyző    | Versenyszám | Szakítás | Szakítás | Lökés    | Lökés    | Összesen | Helyezés |
| Versenyző    | Versenyszám | Eredmény | Helyezés | Eredmény | Helyezés | Összesen | Helyezés |
| ------------ | ----------- | -------- | -------- | -------- | -------- | -------- | -------- |
| Mélanie Noel | 48 kg       | 80,0     | 6.*      | 97,0     | 7.       | 177,0    | 7.       |

* - két másik versenyzővel azonos eredményt ért el

## Szinkronúszás
| Versenyző                               | Versenyszám | Technikai gyakorlat | Technikai gyakorlat | Selejtező        | Selejtező        | Selejtező  | Selejtező  | Döntő            | Döntő            | Döntő      | Döntő      | Helyezés |
| Versenyző                               | Versenyszám | Technikai gyakorlat | Technikai gyakorlat | Szabad gyakorlat | Szabad gyakorlat | Összesítés | Összesítés | Szabad gyakorlat | Szabad gyakorlat | Összesítés | Összesítés | Helyezés |
| Versenyző                               | Versenyszám | Pont                | Hely.               | Pont             | Hely.            | Pont       | Hely.      | Pont             | Hely.            | Pont       | Hely.      | Helyezés |
| --------------------------------------- | ----------- | ------------------- | ------------------- | ---------------- | ---------------- | ---------- | ---------- | ---------------- | ---------------- | ---------- | ---------- | -------- |
| Lila Meessemann-Bakir Apolline Dreyfuss | Páros       | 44,750              | 11.                 | 45,250           | 11.              | 90,000     | 11.        | 45,583           | 11.              | 90,333     | 11.        | 11.      |

## Taekwondo
Férfi
| Versenyző     | Versenyszám | Nyolcaddöntő                  | Negyeddöntő       | Elődöntő          | Vigaszág elődöntő | Bronz- mérkőzés   | Döntő             | Helyezés |
| Versenyző     | Versenyszám | Ellenfél Eredmény             | Ellenfél Eredmény | Ellenfél Eredmény | Ellenfél Eredmény | Ellenfél Eredmény | Ellenfél Eredmény | Helyezés |
| ------------- | ----------- | ----------------------------- | ----------------- | ----------------- | ----------------- | ----------------- | ----------------- | -------- |
| Mickäel Borot | Nehézsúly   | Daba Modibo Keita (MLI) · 5-6 | kiesett           | kiesett           |                   |                   |                   | 10.      |

Női
| Versenyző       | Versenyszám | Nyolcaddöntő             | Negyeddöntő                            | Elődöntő                    | Vigaszág elődöntő | Bronz- mérkőzés         | Döntő             | Helyezés |
| Versenyző       | Versenyszám | Ellenfél Eredmény        | Ellenfél Eredmény                      | Ellenfél Eredmény           | Ellenfél Eredmény | Ellenfél Eredmény       | Ellenfél Eredmény | Helyezés |
| --------------- | ----------- | ------------------------ | -------------------------------------- | --------------------------- | ----------------- | ----------------------- | ----------------- | -------- |
| Gwladys Épangue | Váltósúly   | Lija Nurkina (KAZ) · 3-0 | Muna Ben Abd er-Raszúl (MAR) · 1-1 SUP | Hvang Gjongszon (KOR) · 1-2 |                   | Tina Morgan (AUS) · 4-1 |                   |          |

SUP - döntő fölény

## Tenisz
Férfi
| Versenyző                     | Versenyszám | 64-es főtábla                                           | 32-es főtábla                                       | Nyolcaddöntő                                                 | Negyeddöntő                                                             | Elődöntő                                                              | Bronz- mérkőzés                                                 | Döntő             | Helyezés |
| Versenyző                     | Versenyszám | Ellenfél Eredmény                                       | Ellenfél Eredmény                                   | Ellenfél Eredmény                                            | Ellenfél Eredmény                                                       | Ellenfél Eredmény                                                     | Ellenfél Eredmény                                               | Ellenfél Eredmény | Helyezés |
| ----------------------------- | ----------- | ------------------------------------------------------- | --------------------------------------------------- | ------------------------------------------------------------ | ----------------------------------------------------------------------- | --------------------------------------------------------------------- | --------------------------------------------------------------- | ----------------- | -------- |
| Gilles Simon                  | Egyes       | Robin Söderling (SWE) · 6-4, 6-4                        | Guillermo Cañas (ARG) · 7-5, 6-1                    | James Blake (USA) · 4-6, 2-6                                 | kiesett                                                                 | kiesett                                                               | kiesett                                                         | kiesett           | 9.       |
| Paul-Henri Mathieu            | Egyes       | Nicolás Lapentti (ECU) · 7-6, 6-2                       | Nyikolaj Davigyenko (RUS) · 7-5, 6-3                | Nicolas Kiefer (GER) · 6-3, 7-5                              | Fernando González Ciuffardi (CHI) · 4-6, 4-6                            | kiesett                                                               | kiesett                                                         | kiesett           | 5.       |
| Gaël Monfils                  | Egyes       | Nicolás Almagro (ESP) · 6-4, 3-6, 6-3                   | Victor Hănescu (ROU) · 6-4, 7-6                     | David Nalbandian (ARG) · 6-4, 6-4                            | Novak Đoković (SRB) · 6-4, 1-6, 4-6                                     | kiesett                                                               | kiesett                                                         | kiesett           | 5.       |
| Michaël Llodra                | Egyes       | Radek Štěpánek (CZE) · 4-6, 7-6, 11-9                   | Igor Andrejev (RUS) · 4-6, 6-3, 1-6                 | kiesett                                                      | kiesett                                                                 | kiesett                                                               | kiesett                                                         | kiesett           | 17.      |
| Arnaud Clément Michaël Llodra | Páros       |                                                         | Izrael (ISR) · Jónátán Erlich · Andi Rám · 6-4, 6-4 | Nagy-Britannia (GBR) · Andy Murray · Jamie Murray · 6-1, 6-3 | Oroszország (RUS) · Igor Andrejev · Nyikolaj Davigyenko · 6-2, 6-7, 6-4 | Svédország (SWE) · Simon Aspelin · Thomas Johansson · 6-7, 6-4, 17-19 | Egyesült Államok (USA) · Bob Bryan · Mike Bryan · 6-3, 3-6, 4-6 |                   | 4.       |
| Gaël Monfils Gilles Simon     | Páros       | India (IND) · Mahes Bhúpati · Lijendar Pedzs · 3-6, 3-6 | kiesett                                             | kiesett                                                      | kiesett                                                                 | kiesett                                                               | kiesett                                                         | 17.               |          |

Női
| Versenyző                     | Versenyszám | 64-es főtábla                          | 32-es főtábla                                                     | Nyolcaddöntő                          | Negyeddöntő       | Elődöntő          | Bronz- mérkőzés   | Döntő             | Helyezés |
| Versenyző                     | Versenyszám | Ellenfél Eredmény                      | Ellenfél Eredmény                                                 | Ellenfél Eredmény                     | Ellenfél Eredmény | Ellenfél Eredmény | Ellenfél Eredmény | Ellenfél Eredmény | Helyezés |
| ----------------------------- | ----------- | -------------------------------------- | ----------------------------------------------------------------- | ------------------------------------- | ----------------- | ----------------- | ----------------- | ----------------- | -------- |
| Alizé Cornet                  | Egyes       | Nicole Vaidišová (CZE) · 4-6, 6-1, 6-4 | Peng Suaj (CHN) · 6-2, 6-2                                        | Serena Williams (USA) · 6-3, 3-6, 4-6 | kiesett           | kiesett           | kiesett           | kiesett           | 9.       |
| Virginie Razzano              | Egyes       | Eléni Danjilídu (GRE) · 6-3, 6-3       | Kaia Kanepi (EST) · 4-6, 5-7                                      | kiesett                               | kiesett           | kiesett           | kiesett           | kiesett           | 17.      |
| Pauline Parmentier            | Egyes       | Dominika Cibulková (SVK) · 1-6, 5-7    | kiesett                                                           | kiesett                               | kiesett           | kiesett           | kiesett           | kiesett           | 33.      |
| Alizé Cornet Virginie Razzano | Páros       |                                        | Tajvan (TPE) · Csan Jung-zsan · Csuang Csia-zsung · 6-7, 7-6, 5-7 | kiesett                               | kiesett           | kiesett           | kiesett           | kiesett           | 17.      |

## Tollaslabda
| Versenyző         | Versenyszám | Selejtező                                | 32-es főtábla                     | Nyolcaddöntő                             | Negyeddöntő                           | Elődöntő          | Bronz- mérkőzés   | Döntő             | Helyezés |
| Versenyző         | Versenyszám | Ellenfél Eredmény                        | Ellenfél Eredmény                 | Ellenfél Eredmény                        | Ellenfél Eredmény                     | Ellenfél Eredmény | Ellenfél Eredmény | Ellenfél Eredmény | Helyezés |
| ----------------- | ----------- | ---------------------------------------- | --------------------------------- | ---------------------------------------- | ------------------------------------- | ----------------- | ----------------- | ----------------- | -------- |
| Erwin Kehlhoffner | Férfi egyes | Stuart Gomez (AUS) · 19-21, 22-20, 21-15 | Eli Mambwe (ZAM) · 21-15, 21-17   | Csen Csin (CHN) · 10-21, 6-21            | kiesett                               | kiesett           | kiesett           | kiesett           | 9.       |
| Hongyan Pi        | Női egyes   |                                          | Claudia Rivero (PER) · 21-6, 21-9 | Hirosze Eriko (JPN) · 21-12, 16-21, 21-6 | Csang Ning (CHN) · 8-21, 21-19, 19-21 | kiesett           | kiesett           | kiesett           | 5.       |

## Torna
Férfi
| Versenyző                                                                                      | Versenyszám      | Selejtező | Selejtező | Döntő    | Döntő    |
| Versenyző                                                                                      | Versenyszám      | Pontszám  | Helyezés  | Pontszám | Helyezés |
| ---------------------------------------------------------------------------------------------- | ---------------- | --------- | --------- | -------- | -------- |
| Thomas Bouhail                                                                                 | Talaj            | 15,125    | 25.       | kiesett  | kiesett  |
| Thomas Bouhail                                                                                 | Ugrás            | 16,662    | 2.        | 16,537   |          |
| Thomas Bouhail                                                                                 | Korlát           | 14,675    | 56.       | kiesett  | kiesett  |
| Thomas Bouhail                                                                                 | Nyújtó           | 14,575    | 38.       | kiesett  | kiesett  |
| Thomas Bouhail                                                                                 | Gyűrű            | 13,700    | 66.       | kiesett  | kiesett  |
| Thomas Bouhail                                                                                 | Lólengés         | 13,850    | 50.       | kiesett  | kiesett  |
| Thomas Bouhail                                                                                 | Egyéni összetett | 88,550    | 27.       | 87,000   | 21.      |
| Benoît Caranobe                                                                                | Talaj            | 15,125    | 26.       | kiesett  | kiesett  |
| Benoît Caranobe                                                                                | Ugrás            | 16,437    | 7.        | 16,062   | 5.       |
| Benoît Caranobe                                                                                | Korlát           | 15,275    | 37.       | kiesett  | kiesett  |
| Benoît Caranobe                                                                                | Nyújtó           | 14,675    | 35.       | kiesett  | kiesett  |
| Benoît Caranobe                                                                                | Gyűrű            | 15,100    | 28.       | kiesett  | kiesett  |
| Benoît Caranobe                                                                                | Lólengés         | 14,250    | 37.       | kiesett  | kiesett  |
| Benoît Caranobe                                                                                | Egyéni összetett | 90,925    | 10.       | 91,925   |          |
| Yann Cucherat                                                                                  | Korlát           | 16,000    | 12.       | kiesett  | kiesett  |
| Yann Cucherat                                                                                  | Nyújtó           | 15,850    | 3.        | 14,825   | 8.       |
| Yann Cucherat                                                                                  | Egyéni összetett | 31,850    | 84.       | kiesett  | kiesett  |
| Danny Rodrigues                                                                                | Talaj            | 14,200    | 62.       | kiesett  | kiesett  |
| Danny Rodrigues                                                                                | Gyűrű            | 15,800    | 7.        | 16,225   | 5.       |
| Danny Rodrigues                                                                                | Lólengés         | 13,400    | 61.       | kiesett  | kiesett  |
| Danny Rodrigues                                                                                | Egyéni összetett | 43,400    | 80.       | kiesett  | kiesett  |
| Dimitri Karbanenko                                                                             | Talaj            | 14,050    | 66.       | kiesett  | kiesett  |
| Dimitri Karbanenko                                                                             | Ugrás            | 16,125    |           | kiesett  | kiesett  |
| Dimitri Karbanenko                                                                             | Korlát           | 15,500    | 24.       | kiesett  | kiesett  |
| Dimitri Karbanenko                                                                             | Nyújtó           | 15,450    | 9.        | kiesett  | kiesett  |
| Dimitri Karbanenko                                                                             | Gyűrű            | 13,675    | 67.       | kiesett  | kiesett  |
| Dimitri Karbanenko                                                                             | Lólengés         | 13,700    | 56.       | kiesett  | kiesett  |
| Dimitri Karbanenko                                                                             | Egyéni összetett | 88,500    | 28.       | kiesett  | kiesett  |
| Hamilton Sabot                                                                                 | Talaj            | 14,575    | 48.       | kiesett  | kiesett  |
| Hamilton Sabot                                                                                 | Ugrás            | 15,400    |           | kiesett  | kiesett  |
| Hamilton Sabot                                                                                 | Korlát           | 15,400    | 30.       | kiesett  | kiesett  |
| Hamilton Sabot                                                                                 | Nyújtó           | 13,975    | 59.       | kiesett  | kiesett  |
| Hamilton Sabot                                                                                 | Gyűrű            | 14,375    | 48.       | kiesett  | kiesett  |
| Hamilton Sabot                                                                                 | Lólengés         | 14,025    | 46.       | kiesett  | kiesett  |
| Hamilton Sabot                                                                                 | Egyéni összetett | 87,750    | 30.       | kiesett  | kiesett  |
| Thomas Bouhail Benoît Caranobe Yann Cucherat Danny Rodrigues Dimitri Karbanenko Hamilton Sabot | Csapat összetett | 361,200   | 7.        | 272,875  | 8.       |

Női
| Versenyző                                                                                          | Versenyszám      | Selejtező | Selejtező | Döntő    | Döntő    |
| Versenyző                                                                                          | Versenyszám      | Pontszám  | Helyezés  | Pontszám | Helyezés |
| -------------------------------------------------------------------------------------------------- | ---------------- | --------- | --------- | -------- | -------- |
| Marine Debauve                                                                                     | Talaj            | 14,100    | 49.       | kiesett  | kiesett  |
| Marine Debauve                                                                                     | Gerenda          | 14,625    | 35.       | kiesett  | kiesett  |
| Marine Debauve                                                                                     | Egyéni összetett | 28,725    | 87.       | kiesett  | kiesett  |
| Laetitia Dugain                                                                                    | Talaj            | 14,325    | 33.       | kiesett  | kiesett  |
| Laetitia Dugain                                                                                    | Ugrás            | 14,350    |           | kiesett  | kiesett  |
| Laetitia Dugain                                                                                    | Felemás korlát   | 14,625    | 34.       | kiesett  | kiesett  |
| Laetitia Dugain                                                                                    | Gerenda          | 14,975    | 26.       | kiesett  | kiesett  |
| Laetitia Dugain                                                                                    | Egyéni összetett | 58,275    | 22.       | 56,775   | 23.      |
| Rose-Eliandre Bellemare                                                                            | Talaj            | 14,225    | 39.       | kiesett  | kiesett  |
| Rose-Eliandre Bellemare                                                                            | Ugrás            | 14,725    |           | kiesett  | kiesett  |
| Rose-Eliandre Bellemare                                                                            | Felemás korlát   | 14,400    | 43.       | kiesett  | kiesett  |
| Rose-Eliandre Bellemare                                                                            | Egyéni összetett | 43,350    | 70.       | kiesett  | kiesett  |
| Katheleen Lindor                                                                                   | Ugrás            | 14,900    |           | kiesett  | kiesett  |
| Katheleen Lindor                                                                                   | Felemás korlát   | 14,700    | 30.       | kiesett  | kiesett  |
| Katheleen Lindor                                                                                   | Gerenda          | 14,575    | 40.       | kiesett  | kiesett  |
| Katheleen Lindor                                                                                   | Egyéni összetett | 44,175    | 64.       | kiesett  | kiesett  |
| Pauline Morel                                                                                      | Talaj            | 14,625    | 20.       | kiesett  | kiesett  |
| Pauline Morel                                                                                      | Ugrás            | 14,275    |           | kiesett  | kiesett  |
| Pauline Morel                                                                                      | Felemás korlát   | 14,800    | 24.       | kiesett  | kiesett  |
| Pauline Morel                                                                                      | Gerenda          | 13,750    | 69.       | kiesett  | kiesett  |
| Pauline Morel                                                                                      | Egyéni összetett | 57,450    | 29.       | kiesett  | kiesett  |
| Marine Petit                                                                                       | Talaj            | 14,375    | 32.       | kiesett  | kiesett  |
| Marine Petit                                                                                       | Ugrás            | 14,850    |           | kiesett  | kiesett  |
| Marine Petit                                                                                       | Felemás korlát   | 14,325    | 48.       | kiesett  | kiesett  |
| Marine Petit                                                                                       | Gerenda          | 14,800    | 29.       | kiesett  | kiesett  |
| Marine Petit                                                                                       | Egyéni összetett | 58,350    | 20.       | 57,975   | 19.      |
| Marine Debauve Laetitia Dugain Rose-Eliandre Bellemare Katheleen Lindor Pauline Morel Marine Petit | Csapat összetett | 233,875   | 6.        | 175,275  | 7.       |

### Trambulin
| Versenyző       | Versenyszám | Selejtező | Selejtező | Döntő    | Döntő    |
| Versenyző       | Versenyszám | Pontszám  | Helyezés  | Pontszám | Helyezés |
| --------------- | ----------- | --------- | --------- | -------- | -------- |
| Grégoire Pennes | Férfi       | 68,7      | 12.       | kiesett  | kiesett  |

## Triatlon
| Versenyző         | Versenyszám | 1,5 km úszás | 1,5 km úszás | 40 km kerékpározás | 40 km kerékpározás | 10 km futás      | 10 km futás      | Összesítés    | Összesítés    |
| Versenyző         | Versenyszám | Idő          | Hely.        | Idő                | Hely.              | Idő              | Hely.            | Idő           | Helyezés      |
| ----------------- | ----------- | ------------ | ------------ | ------------------ | ------------------ | ---------------- | ---------------- | ------------- | ------------- |
| Frédéric Belaubre | Férfi       | 18:03        | 3.           | 59:11              | 45.                | 31:48            | 9.*              | 1:50:00,30    | 10.           |
| Tony Moulay       | Férfi       | 18:27        | 41.          | 58:49              | 13.*               | nem teljesítette | nem teljesítette | nem ért célba | nem ért célba |
| Laurent Vidal     | Férfi       | 18:49        | 45.          | 58:24              | 7.*                | 34:51            | 36.              | 1:53:02,79    | 36.           |
| Jess Harrison     | Női         | 19:56        | 16.          | 1:04:14            | 6.*                | 36:19            | 19.              | 2:01:31,74    | 12.           |
| Carole Peon       | Női         | 20:22        | 39.          | 1:06:41            | 40.                | 37:55            | 30.              | 2:06:04,28    | 34.           |

* - egy másik versenyzővel azonos időt ért el

## Úszás
Férfi
| Versenyző                                                                             | Versenyszám            | Előfutam | Előfutam | Előfutam | Elődöntő         | Elődöntő         | Elődöntő         | Döntő     | Döntő    |
| Versenyző                                                                             | Versenyszám            | Idő      | Hely.    | Össz.    | Idő              | Hely.            | Össz.            | Idő       | Helyezés |
| ------------------------------------------------------------------------------------- | ---------------------- | -------- | -------- | -------- | ---------------- | ---------------- | ---------------- | --------- | -------- |
| Amaury Leveaux                                                                        | 200 m gyors            | 1:47,44  | 5.       | 13.      | nem állt rajthoz | nem állt rajthoz | nem állt rajthoz | kiesett   | kiesett  |
| Amaury Leveaux                                                                        | 50 m gyors             | 21,46    | 1.       | 1.       | 21,76            | 4.*              | 7.*              | 21,45     |          |
| Alain Bernard                                                                         | 50 m gyors             | 21,78    | 2.       | 7.       | 21,54            | 1.               | 2.               | 21,49     |          |
| Alain Bernard                                                                         | 100 m gyors            | 47,85    | 1.       | 4.       | 47,20            | 1.               | 2.               | 47,21     |          |
| Fabien Gilot                                                                          | 100 m gyors            | 48,42    | 5.       | 13.      | 49,00            | 8.               | 11.              | kiesett   | kiesett  |
| Sébastien Rouault                                                                     | 400 m gyors            | 3:48,84  | 2.       | 23.      |                  |                  |                  | kiesett   | kiesett  |
| Sébastien Rouault                                                                     | 1500 m gyors           | 15:21,14 | 8.       | 27.      |                  |                  |                  | kiesett   | kiesett  |
| Nicolas Rostoucher                                                                    | 1500 m gyors           | 15:00,58 | 1.       | 13.      |                  |                  |                  | kiesett   | kiesett  |
| Nicolas Rostoucher                                                                    | 400 m gyors            | 3:47,15  | 5.       | 14.      |                  |                  |                  | kiesett   | kiesett  |
| Benjamin Stasiulis                                                                    | 100 m hát              | 55,08    | 5.       | 25.      | kiesett          | kiesett          | kiesett          | kiesett   | kiesett  |
| Simon Dufour                                                                          | 200 m hát              | 2:02,00  | 8.       | 34.      | kiesett          | kiesett          | kiesett          | kiesett   | kiesett  |
| Pierre Roger                                                                          | 200 m hát              | 1:59,01  | 5.       | 17.      | kiesett          | kiesett          | kiesett          | kiesett   | kiesett  |
| Hugues Duboscq                                                                        | 100 m mell             | 59,67    | 1.       | 3.       | 59,83            | 2.               | 4.               | 59,37     |          |
| Hugues Duboscq                                                                        | 200 m mell             | 2:09,42  | 3.       | 4.       | 2:09,97          | 4.               | 8.               | 2:08,94   |          |
| Julien Nicolardot                                                                     | 200 m mell             | 2:12,76  | 5.       | 28.      | kiesett          | kiesett          | kiesett          | kiesett   | kiesett  |
| Christophe Lebon                                                                      | 200 m pillangó         | 1:56,63  | 6.       | 17.      | kiesett          | kiesett          | kiesett          | kiesett   | kiesett  |
| Christophe Lebon                                                                      | 100 m pillangó         | 52,56    | 8.       | 31.      | kiesett          | kiesett          | kiesett          | kiesett   | kiesett  |
| Fréd Bousquet                                                                         | 100 m pillangó         | 51,83    | 4.       | 11.      | 52,94            | 8.               | 16.              | kiesett   | kiesett  |
| Pierre Henri                                                                          | 400 m vegyes           | 4:22,41  | 7.       | 22.      |                  |                  |                  | kiesett   | kiesett  |
| Gilles Rondy                                                                          | 10 km nyílt vízi       |          |          |          |                  |                  |                  | 1:52:16,7 | 15.      |
| Alain Bernard Fréd Bousquet Fabien Gilot Amaury Leveaux Grégory Mallet Boris Steimetz | 4 × 100 m gyorsváltó   | 3:12,36  | 1.       | 2.       |                  |                  |                  | 3:08,32   |          |
| Sébastien Bodet Clément Lefert Matthieu Madelaine Amaury Leveaux                      | 4 × 200 m gyorsváltó   | 7:13,57  | 6.       | 11.      |                  |                  |                  | kiesett   | kiesett  |
| Hugues Duboscq Fabien Gilot Christophe Lebon Benjamin Stasiulis                       | 4 × 100 m vegyes váltó | 3:34,78  | 6.       | 9.       |                  |                  |                  | kiesett   | kiesett  |

Női
| Versenyző                                                                                 | Versenyszám            | Előfutam | Előfutam | Előfutam | Elődöntő | Elődöntő | Elődöntő | Döntő     | Döntő    |
| Versenyző                                                                                 | Versenyszám            | Idő      | Hely.    | Össz.    | Idő      | Hely.    | Össz.    | Idő       | Helyezés |
| ----------------------------------------------------------------------------------------- | ---------------------- | -------- | -------- | -------- | -------- | -------- | -------- | --------- | -------- |
| Céline Couderc                                                                            | 50 m gyors             | 25,22    | 7.       | 18.      | kiesett  | kiesett  | kiesett  | kiesett   | kiesett  |
| Malia Metella                                                                             | 50 m gyors             | 24,95    | 4.       | 10.      | 24,89    | 8.       | 12.      | kiesett   | kiesett  |
| Malia Metella                                                                             | 100 m gyors            | 54,12    | 4.       | 10.      | 54,20    | 5.       | 9.       | kiesett   | kiesett  |
| Alena Popchanka                                                                           | 100 m gyors            | 54,86    | 5.       | 18.      | kiesett  | kiesett  | kiesett  | kiesett   | kiesett  |
| Alena Popchanka                                                                           | 100 m pillangó         | 58,40    | 3.       | 14.      | 58,55    | 6.*      | 10.*     | kiesett   | kiesett  |
| Aurore Mongel                                                                             | 100 m pillangó         | 58,30    | 1.       | 10.      | 58,46    | 5.       | 9.       | kiesett   | kiesett  |
| Aurore Mongel                                                                             | 200 m gyors            | 1:58,11  | 6.       | 15.      | 1:58,08  | 6.       | 10.      | kiesett   | kiesett  |
| Aurore Mongel                                                                             | 200 m pillangó         | 2:06,49  | 1.       | 2.       | 2:07,21  | 2.       | 7.       | 2:07,36   | 6.       |
| Magali Rousseau                                                                           | 200 m pillangó         | 2:13,12  | 7.       | 28.      | kiesett  | kiesett  | kiesett  | kiesett   | kiesett  |
| Ophélie Etienne                                                                           | 200 m gyors            | 1:57,93  | 4.       | 11.      | 1:58,00  | 4.       | 8.       | 1:57,83   | 7.*      |
| Coralie Balmy                                                                             | 400 m gyors            | 4:04,25  | 4.       | 6.       |          |          |          | 4:03,60   | 4.       |
| Coralie Balmy                                                                             | 800 m gyors            | 8:28,34  | 5.       | 12.      |          |          |          | kiesett   | kiesett  |
| Sophie Huber                                                                              | 800 m gyors            | 8:33,76  | 8.       | 19.      |          |          |          | kiesett   | kiesett  |
| Laure Manaudou                                                                            | 400 m gyors            | 4:04,93  | 2.       | 8.       |          |          |          | 4:11,26   | 8.       |
| Laure Manaudou                                                                            | 100 m hát              | 1:00,09  | 2.       | 5.       | 1:00,19  | 4.       | 8.       | 1:00,10   | 7.       |
| Laure Manaudou                                                                            | 200 m hát              | 2:09,39  | 3.       | 10.      | 2:12,04  | 8.       | 15.      | kiesett   | kiesett  |
| Alexianne Castel                                                                          | 200 m hát              | 2:09,37  | 4.       | 9.       | 2:10,04  | 6.       | 13.      | kiesett   | kiesett  |
| Alexianne Castel                                                                          | 100 m hát              | 1:01,44  | 6.       | 23.      | kiesett  | kiesett  | kiesett  | kiesett   | kiesett  |
| Sophie de Ronchi                                                                          | 100 m mell             | 1:10,46  | 8.       | 29.      | kiesett  | kiesett  | kiesett  | kiesett   | kiesett  |
| Sophie de Ronchi                                                                          | 200 m mell             | 2:30,93  | 7.       | 30.      | kiesett  | kiesett  | kiesett  | kiesett   | kiesett  |
| Cylia Vabre                                                                               | 200 m vegyes           | 2:14,34  | 7.       | 21.      | kiesett  | kiesett  | kiesett  | kiesett   | kiesett  |
| Camille Muffat                                                                            | 200 m vegyes           | 2:12,16  | 3.       | 7.       | 2:12,36  | 7.       | 12.      | kiesett   | kiesett  |
| Camille Muffat                                                                            | 400 m vegyes           | 4:40,29  | 6.       | 19.      |          |          |          | kiesett   | kiesett  |
| Joanne Andraca                                                                            | 400 m vegyes           | 4:43,88  | 8.       | 23.      |          |          |          | kiesett   | kiesett  |
| Aurélie Muller                                                                            | 10 km nyílt vízi       |          |          |          |          |          |          | 2:02:04,1 | 21.      |
| Céline Couderc Ophélie Etienne Malia Metella Alena Popchanka Hanna Shcherba-Lorgeril      | 4 × 100 m gyorsváltó   | 3:37,76  | 3.       | 3.       |          |          |          | 3:37,68   | 6.       |
| Coralie Balmy Ophélie Etienne Aurore Mongel Camille Muffat Céline Couderc Alena Popchanka | 4 × 200 m gyorsváltó   | 7:50,37  | 1.       | 1.       |          |          |          | 7:50,66   | 5.       |
| Alexianne Castel Aurore Mongel Alena Popchanka Sophie de Ronchi                           | 4 × 100 m vegyes váltó | 4:02,95  | 6.       | 11.      |          |          |          | kiesett   | kiesett  |

* - egy másik versenyzővel azonos időt ért el

## Vitorlázás
Férfi
| Versenyző                           | Versenyszám     | Futam | Futam | Futam | Futam | Futam | Futam | Futam | Futam | Futam | Futam | Futam | Pontszám | Helyezés |
| Versenyző                           | Versenyszám     | 1     | 2     | 3     | 4     | 5     | 6     | 7     | 8     | 9     | 10    | É     | Pontszám | Helyezés |
| ----------------------------------- | --------------- | ----- | ----- | ----- | ----- | ----- | ----- | ----- | ----- | ----- | ----- | ----- | -------- | -------- |
| Julien Bontemps                     | Szörfvitorlázás | 13    | 1     | 5     | 4     | 10    | 8     | 2     | 10    | 2     | 3     | 4     | 53       |          |
| Jean Bernaz                         | Laser           | 19    | 1     | 12    | 9     | 6     | 10    | 30    | 5     | 34    |       | 6     | 104      | 8.       |
| Olivier Bausset Nicolas Charbonnier | 470-es osztály  | 6     | 3     | 8     | 1     | 6     | 18    | 3     | 14    | 7     | 20    | 12    | 78       |          |
| Pascal Rambeau Xavier Rohart        | Csillaghajó     | 12    | 1     | 5     | 4     | 7     | 6     | 9     | 9     | 8     | 2     | 18    | 69       | 6.       |

Női
| Versenyző                                       | Versenyszám     | Futam | Futam    | Futam | Futam | Futam | Futam | Futam | Futam | Futam | Futam | Futam | Pontszám | Helyezés |
| Versenyző                                       | Versenyszám     | 1     | 2        | 3     | 4     | 5     | 6     | 7     | 8     | 9     | 10    | É     | Pontszám | Helyezés |
| ----------------------------------------------- | --------------- | ----- | -------- | ----- | ----- | ----- | ----- | ----- | ----- | ----- | ----- | ----- | -------- | -------- |
| Faustine Merret                                 | Szörfvitorlázás | 8     | kizárták | 10    | 7     | 11    | 19    | 17    | 18    | 7     | 3     | -     | 100      | 11.      |
| Sarah Steyaert                                  | Laser radial    | 11    | 1        | 21    | 3     |       | 1     | 3     | 10    | 11    |       | 8     | 77       | 5.       |
| Gwendolyn Lemaitre Ingrid Petitjean             | 470-es osztály  | 1     | 11       | 16    | 8     | 17    | 9     | 9     | 9     | 13    | 9     | -     | 85       | 11.      |
| Julie Gerecht Anne le Helley Catherine Lepesant | Yngling         | 4     | 15       | 1     | 14    | 5     | 10    | 10    | 2     |       |       | 10    | 56       | 5.       |

Nyílt
| Versenyző                        | Versenyszám        | Futam | Futam | Futam | Futam | Futam | Futam | Futam | Futam | Futam | Futam | Futam | Futam | Futam | Pontszám | Helyezés |
| Versenyző                        | Versenyszám        | 1     | 2     | 3     | 4     | 5     | 6     | 7     | 8     | 9     | 10    | 11    | 12    | É     | Pontszám | Helyezés |
| -------------------------------- | ------------------ | ----- | ----- | ----- | ----- | ----- | ----- | ----- | ----- | ----- | ----- | ----- | ----- | ----- | -------- | -------- |
| Guillaume Florent                | Finn dingi         | 5     | 8     | 20    | 3     | 4     | 6     | 4     | 21    |       |       |       |       | 8     | 58       |          |
| Emmanuel Dyen Yann Rocherieux    | Könnyű 49-es dingi | 7     | 14    | 8     | 7     | 11    | 13    | 11    | 13    | 14    | 7     | 6     | 17    | 10    | 109      | 10.      |
| Christophe Espagnon Xavier Revil | Tornádó            | 7     | 2     | 10    |       | 9     | 10    | 10    | 4     | 10    | 7     |       |       | -     | 69       | 11.      |

É - éremfutam

## Vívás
Férfi
| Versenyző                                     | Versenyszám       | Selejtező                      | 32-es főtábla                        | Nyolcaddöntő                    | Negyeddöntő                                                                     | Elődöntő                                                                                            | Bronz- mérkőzés             | Döntő                                                                                                 | Helyezés |
| Versenyző                                     | Versenyszám       | Ellenfél Eredmény              | Ellenfél Eredmény                    | Ellenfél Eredmény               | Ellenfél Eredmény                                                               | Ellenfél Eredmény                                                                                   | Ellenfél Eredmény           | Ellenfél Eredmény                                                                                     | Helyezés |
| --------------------------------------------- | ----------------- | ------------------------------ | ------------------------------------ | ------------------------------- | ------------------------------------------------------------------------------- | --------------------------------------------------------------------------------------------------- | --------------------------- | --- | -------- |
| Brice Guyart                                  | Tőr, egyéni       |                                | Lahuszin Ali (MAR) · 15-3            | Erwann Le Péchoux (FRA) · 10-15 | kiesett                                                                         | kiesett                                                                                             | kiesett                     | kiesett                                                                                               | 13.      |
| Erwann Le Péchoux                             | Tőr, egyéni       |                                |                                      | Brice Guyart (FRA) · 15-10      | Salvatore Sanzo (ITA) · 9-10                                                    | kiesett                                                                                             | kiesett                     | kiesett                                                                                               | 7.       |
| Fabrice Jeannet                               | Párbajtőr, egyéni | Szergej Kacsurin (KGZ) · 15-14 | Seth Kelsey (USA) · 15-11            | Igor Tikhomirov (CAN) · 15-7    | Csong Dzsinszon (KOR) · 15-11                                                   | Boczkó Gábor (HUN) · 15-12                                                                          |                             | Matteo Tagliariol (ITA) · 9-15                                                                        |          |
| Jérôme Jeannet                                | Párbajtőr, egyéni |                                | Nikolai Novosjolov (EST) · 15-14     | José Luis Abajo (ESP) · 9-15    | kiesett                                                                         | kiesett                                                                                             | kiesett                     | kiesett                                                                                               | 10.      |
| Ulrich Robeiri                                | Párbajtőr, egyéni |                                | Anton Avgyejev (RUS) · 15-11         | Matteo Tagliariol (ITA) · 11-15 | kiesett                                                                         | kiesett                                                                                             | kiesett                     | kiesett                                                                                               | 14.      |
| Nicolas Lopez                                 | Kard, egyéni      | Julien Ouedraogo (BUR) · 15-6  | Sztanyiszlav Pozdnyakov (RUS) · 15-8 | O Unszok (KOR) · 15-11          | Jorge Pina (ESP) · 15-10                                                        | Mihai Covaliu (ROU) · 15-13                                                                         |                             | Csung Man (CHN) · 9-15                                                                                |          |
| Julien Pillet                                 | Kard, egyéni      |                                | Vang Csing-cse (CHN) · 15-14         | Rareș Dumitrescu (ROU) · 15-13  | Keeth Smart (USA) · 15-13                                                       | Csung Man (CHN) · 12-15                                                                             | Mihai Covaliu (ROU) · 11-15 | | 4.       |
| Boris Sanson                                  | Kard, egyéni      |                                | Tim Morehouse (USA) · 15-12          | Luigi Tarantino (ITA) · 7-15    | kiesett                                                                         | kiesett                                                                                             | kiesett                     | kiesett                                                                                               | 14.      |
| Fabrice Jeannet Jérôme Jeannet Ulrich Robeiri | Párbajtőr, csapat |                                |                                      |                                 | Venezuela (VEN) · Silvio Fernández · Francisco Limardo · Rubén Limardo · 45-33  | Olaszország (ITA) · Stefano Carozzo · Diego Confalonieri · Alfredo Rota · Matteo Tagliariol · 45-39 |                             | Lengyelország (POL) · Robert Andrzejuk · Tomasz Motyka · Adam Wiercioch · Radosław Zawrotniak · 45-29 |          |
| Nicolas Lopez Julien Pillet Boris Sanson      | Kard, csapat      |                                |                                      |                                 | Egyiptom (EGY) · Gamál Fathi · Tamím Gázi · Mahmúd Szamír · Sádi Talaat · 45-31 | Olaszország (ITA) · Aldo Montano · Diego Occhiuzzi · Gianpiero Pastore · Luigi Tarantino · 45-41    |                             | Egyesült Államok (USA) · Tim Morehouse · Jason Rogers · Keeth Smart · James Williams · 45-37          |          |

Női
| Versenyző                                                | Versenyszám       | Selejtező         | 32-es főtábla                | Nyolcaddöntő                  | Negyeddöntő                                                                                        | Elődöntő                                                                  | Bronz- mérkőzés                                                                | Döntő             | Helyezés |
| Versenyző                                                | Versenyszám       | Ellenfél Eredmény | Ellenfél Eredmény            | Ellenfél Eredmény             | Ellenfél Eredmény                                                                                  | Ellenfél Eredmény                                                         | Ellenfél Eredmény                                                              | Ellenfél Eredmény | Helyezés |
| -------------------------------------------------------- | ----------------- | ----------------- | ---------------------------- | ----------------------------- | -------------------------------------------------------------------------------------------------- | ------------------------------------------------------------------------- | ------------------------------------------------------------------------------ | ----------------- | -------- |
| Corinne Maitrejean                                       | Tőr, egyéni       |                   | Erinn Smart (USA) · 15-9     | Katja Wächter (GER) · 10-15   | kiesett                                                                                            | kiesett                                                                   | kiesett                                                                        | kiesett           | 11.      |
| Laura Flessel-Colovic                                    | Párbajtőr, egyéni |                   | Noam Mills (ISR) · 15-8      | Csung Vej-ping (CHN) · 13-11  | Li Na (CHN) · 10-15                                                                                | kiesett                                                                   | kiesett                                                                        | kiesett           | 7.       |
| Király-Picot Hajnalka                                    | Párbajtőr, egyéni |                   | Ája esz-Szajjed (EGY) · 15-7 | Emma Samuelsson (SWE) · 13-15 | kiesett                                                                                            | kiesett                                                                   | kiesett                                                                        | kiesett           | 11.      |
| Leonore Perrus                                           | Kard, egyéni      |                   | Azza Beszbesz (TUN) · 11-15  | kiesett                       | kiesett                                                                                            | kiesett                                                                   | kiesett                                                                        | kiesett           | 19.      |
| Anne-Lise Touya                                          | Kard, egyéni      |                   | Nagy Orsolya (HUN) · 13-15   | kiesett                       | kiesett                                                                                            | kiesett                                                                   | kiesett                                                                        | kiesett           | 21.      |
| Carole Vergne                                            | Kard, egyéni      |                   | Kim Gumhva (KOR) · 14-15     | kiesett                       | kiesett                                                                                            | kiesett                                                                   | kiesett                                                                        | kiesett           | 24.      |
| Solène Mary Leonore Perrus Anne-Lise Touya Carole Vergne | Kard, csapat      |                   |                              |                               | Kanada (CAN) · Julie Cloutier · Olga Ovtchinnikova · Wendy Saschenbrecker · Sandra Sassine · 45-22 | Kína (CHN) · Pao Jing-jing · Huang Haj-jang · Ni Hong · Tan Hszüe · 38-45 | Egyesült Államok (USA) · Sada Jacobson · Rebecca Ward · Mariel Zagunis · 38-45 |                   | 4.       |